# Età antonina

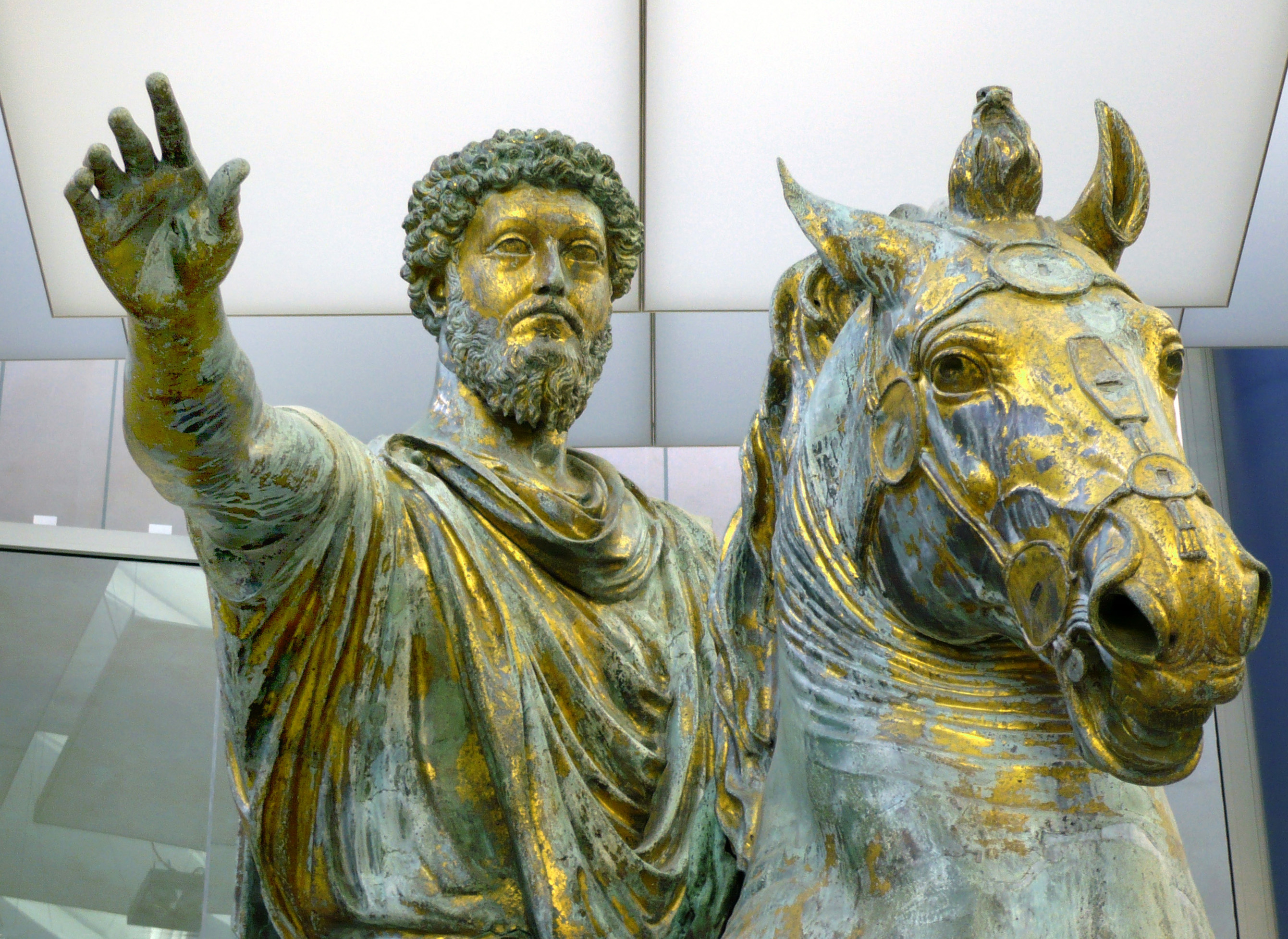
La statua equestre di Marco Aurelio (Musei Capitolini, Roma)

La cosiddetta età antonina rappresentò, nell'ambito dell'intera storia romana, uno dei momenti migliori, forse l'ultimo, dei due “secoli d'oro” dell'Impero romano. Ecco come la descrive il grande storico Edward Gibbon:
(Edward Gibbon, Storia della decadenza e rovina dell'Impero romano, cap. 1; traduzione di Nicolò Bettoni (1820 - 1824))

## Contesto storico
Fu Adriano a scegliere come successore, adottandolo, Tito Antonino (dopo la morte prematura di Elio Cesare), il quale era stato proconsole in Asia e che ricevette poi dal senato il titolo di Pio. Quando Antonino morì nel 161, la sua successione era già stata predisposta con l'adozione del genero Marco Aurelio Antonino, già indicato da Adriano stesso.
Marco Aurelio, che era stato educato a Roma secondo una cultura raffinata e bilingue (di sua mano è un trattato di meditazioni filosofiche in greco), volle dividere il potere col genero di nove anni minore Lucio Vero, già adottato da Antonino Pio. Con lui instaurò una diarchia, dividendo il potere e affidandogli il comando militare nelle campagne in Parthia e in Armenia. Deceduto nel 169 Lucio Vero, Marco Aurelio rimase l'unico sovrano fino al 180, quando morì durante l'epidemia di peste scoppiata nel campo militare di Carnuntum, vicino all'attuale Vienna (Vindobona), durante le dure lotte contro i Quadi e i Marcomanni. Il principe-filosofo, che aveva cercato, ispirandosi ad Adriano, di presentarsi come un imperatore saggio e amante della pace, aveva paradossalmente trascorso tutti gli ultimi anni di governo in dure campagne militari, nell'affannoso compito di riportare la sicurezza nei confini dell'impero. Gli successe il figlio Commodo, che cercò d'imporre un'autocrazia ellenizzante, ma fu ucciso in una congiura di palazzo nel 192.
Nonostante le prime avvisaglie della crisi, il periodo degli Antonini è ricordato come un'epoca aurea, di benessere e di giustizia, rispetto alla grave crisi dei secoli successivi.

## Accadimenti politici e militari (138-192)
Riguardo ai principali eventi politico militari si rimanda per ogni approfondimento alla voce riguardante la dinastia degli Antonini.

## Società e governo

### Imperatori
|                           |                           |                           |                           |                           |                           |  |  |                                             |                                             |                                             |                                             |                                             |                                             |  |  |                      |                      |                      |                      |                      |                      |  |  |                  |                  |                  |                  |                  |                  |  |  |                                            |                                            |                                            |                                            |                                            |                                            |  |  |                                    |                              |                              |                              |                              |                              |  |  |                |                |                |                |                |                |
|                           |                           |                           |                           |                           |                           |  |  |                                             |                                             |                                             |                                             |                                             |                                             |  |  |                      |                      |                      |                      |                      |                      |  |  |                  |                  |                  |                  |                  |                  |  |  |                                            |                                            |                                            |                                            |                                            |                                            |  |  |                                    |                              |                              |                              |                              |                              |  |  |                |                |                |                |                |                |
| Rupilia Annia             | Rupilia Annia             | Rupilia Annia             | Rupilia Annia             | Rupilia Annia             | Rupilia Annia             |  |  | M. Annio Vero                               | M. Annio Vero                               | M. Annio Vero                               | M. Annio Vero                               | M. Annio Vero                               | M. Annio Vero                               |  |  | Rupilia Faustina     | Rupilia Faustina     | Rupilia Faustina     | Rupilia Faustina     | Rupilia Faustina     | Rupilia Faustina     |  |  | SABINA           | SABINA           | SABINA           | SABINA           | SABINA           | SABINA           |  |  | ADRIANO, figlio adottivo (r. 117–138)      | ADRIANO, figlio adottivo (r. 117–138)      | ADRIANO, figlio adottivo (r. 117–138)      | ADRIANO, figlio adottivo (r. 117–138)      | ADRIANO, figlio adottivo (r. 117–138)      | ADRIANO, figlio adottivo (r. 117–138)      |  |  | ANTINOO                            | ANTINOO                      | ANTINOO                      | ANTINOO                      | ANTINOO                      | ANTINOO                      |  |  | Paolina minore | Paolina minore | Paolina minore | Paolina minore | Paolina minore | Paolina minore |
| Rupilia Annia             | Rupilia Annia             | Rupilia Annia             | Rupilia Annia             | Rupilia Annia             | Rupilia Annia             |  |  | M. Annio Vero                               | M. Annio Vero                               | M. Annio Vero                               | M. Annio Vero                               | M. Annio Vero                               | M. Annio Vero                               |  |  | Rupilia Faustina     | Rupilia Faustina     | Rupilia Faustina     | Rupilia Faustina     | Rupilia Faustina     | Rupilia Faustina     |  |  | SABINA           | SABINA           | SABINA           | SABINA           | SABINA           | SABINA           |  |  | ADRIANO, figlio adottivo (r. 117–138)      | ADRIANO, figlio adottivo (r. 117–138)      | ADRIANO, figlio adottivo (r. 117–138)      | ADRIANO, figlio adottivo (r. 117–138)      | ADRIANO, figlio adottivo (r. 117–138)      | ADRIANO, figlio adottivo (r. 117–138)      |  |  | ANTINOO                            | ANTINOO                      | ANTINOO                      | ANTINOO                      | ANTINOO                      | ANTINOO                      |  |  | Paolina minore | Paolina minore | Paolina minore | Paolina minore | Paolina minore | Paolina minore |
|                           |                           |                           |                           |                           |                           |  |  |                                             |                                             |                                             |                                             |                                             |                                             |  |  |                      |                      |                      |                      |                      |                      |  |  |                  |                  |                  |                  |                  |                  |  |  |                                            |                                            |                                            |                                            |                                            |                                            |  |  |                                    |                              |                              |                              |                              |                              |  |  |                |                |                |                |                |                |
|                           |                           |                           |                           |                           |                           |  |  |                                             |                                             |                                             |                                             |                                             |                                             |  |  |                      |                      |                      |                      |                      |                      |  |  |                  |                  |                  |                  |                  |                  |  |  |                                            |                                            |                                            |                                            |                                            |                                            |  |  |                                    |                              |                              |                              |                              |                              |  |  |                |                |                |                |                |                |
| Domizia Lucilla           | Domizia Lucilla           | Domizia Lucilla           | Domizia Lucilla           | Domizia Lucilla           | Domizia Lucilla           |  |  | M. Annio Vero                               | M. Annio Vero                               | M. Annio Vero                               | M. Annio Vero                               | M. Annio Vero                               | M. Annio Vero                               |  |  | M. Annio Libone      | M. Annio Libone      | M. Annio Libone      | M. Annio Libone      | M. Annio Libone      | M. Annio Libone      |  |  | FAUSTINA         | FAUSTINA         | FAUSTINA         | FAUSTINA         | FAUSTINA         | FAUSTINA         |  |  | ANTONINO PIO, figlio adottivo (r. 138–161) | ANTONINO PIO, figlio adottivo (r. 138–161) | ANTONINO PIO, figlio adottivo (r. 138–161) | ANTONINO PIO, figlio adottivo (r. 138–161) | ANTONINO PIO, figlio adottivo (r. 138–161) | ANTONINO PIO, figlio adottivo (r. 138–161) |  |  | Elio Cesare, figlio Adottivo       | Elio Cesare, figlio Adottivo | Elio Cesare, figlio Adottivo | Elio Cesare, figlio Adottivo | Elio Cesare, figlio Adottivo | Elio Cesare, figlio Adottivo |  |  | Giulia Paolina | Giulia Paolina | Giulia Paolina | Giulia Paolina | Giulia Paolina | Giulia Paolina |
| Domizia Lucilla           | Domizia Lucilla           | Domizia Lucilla           | Domizia Lucilla           | Domizia Lucilla           | Domizia Lucilla           |  |  | M. Annio Vero                               | M. Annio Vero                               | M. Annio Vero                               | M. Annio Vero                               | M. Annio Vero                               | M. Annio Vero                               |  |  | M. Annio Libone      | M. Annio Libone      | M. Annio Libone      | M. Annio Libone      | M. Annio Libone      | M. Annio Libone      |  |  | FAUSTINA         | FAUSTINA         | FAUSTINA         | FAUSTINA         | FAUSTINA         | FAUSTINA         |  |  | ANTONINO PIO, figlio adottivo (r. 138–161) | ANTONINO PIO, figlio adottivo (r. 138–161) | ANTONINO PIO, figlio adottivo (r. 138–161) | ANTONINO PIO, figlio adottivo (r. 138–161) | ANTONINO PIO, figlio adottivo (r. 138–161) | ANTONINO PIO, figlio adottivo (r. 138–161) |  |  | Elio Cesare, figlio Adottivo       | Elio Cesare, figlio Adottivo | Elio Cesare, figlio Adottivo | Elio Cesare, figlio Adottivo | Elio Cesare, figlio Adottivo | Elio Cesare, figlio Adottivo |  |  | Giulia Paolina | Giulia Paolina | Giulia Paolina | Giulia Paolina | Giulia Paolina | Giulia Paolina |
|                           |                           |                           |                           |                           |                           |  |  |                                             |                                             |                                             |                                             |                                             |                                             |  |  |                      |                      |                      |                      |                      |                      |  |  |                  |                  |                  |                  |                  |                  |  |  |                                            |                                            |                                            |                                            |                                            |                                            |  |  |                                    |                              |                              |                              |                              |                              |  |  |                |                |                |                |                |                |
|                           |                           |                           |                           |                           |                           |  |  |                                             |                                             |                                             |                                             |                                             |                                             |  |  |                      |                      |                      |                      |                      |                      |  |  |                  |                  |                  |                  |                  |                  |  |  |                                            |                                            |                                            |                                            |                                            |                                            |  |  |                                    |                              |                              |                              |                              |                              |  |  |                |                |                |                |                |                |
| Annia Cornificia Faustina | Annia Cornificia Faustina | Annia Cornificia Faustina | Annia Cornificia Faustina | Annia Cornificia Faustina | Annia Cornificia Faustina |  |  | MARCO AURELIO, figlio adottivo (r. 161–180) | MARCO AURELIO, figlio adottivo (r. 161–180) | MARCO AURELIO, figlio adottivo (r. 161–180) | MARCO AURELIO, figlio adottivo (r. 161–180) | MARCO AURELIO, figlio adottivo (r. 161–180) | MARCO AURELIO, figlio adottivo (r. 161–180) |  |  | FAUSTINA minore      | FAUSTINA minore      | FAUSTINA minore      | FAUSTINA minore      | FAUSTINA minore      | FAUSTINA minore      |  |  | Aurelia Fadilla  | Aurelia Fadilla  | Aurelia Fadilla  | Aurelia Fadilla  | Aurelia Fadilla  | Aurelia Fadilla  |  |  | due figli                                  | due figli                                  | due figli                                  | due figli                                  | due figli                                  | due figli                                  |  |  |                                    |                              |                              |                              |                              |                              |  |  | Salinator      | Salinator      | Salinator      | Salinator      | Salinator      | Salinator      |
| Annia Cornificia Faustina | Annia Cornificia Faustina | Annia Cornificia Faustina | Annia Cornificia Faustina | Annia Cornificia Faustina | Annia Cornificia Faustina |  |  | MARCO AURELIO, figlio adottivo (r. 161–180) | MARCO AURELIO, figlio adottivo (r. 161–180) | MARCO AURELIO, figlio adottivo (r. 161–180) | MARCO AURELIO, figlio adottivo (r. 161–180) | MARCO AURELIO, figlio adottivo (r. 161–180) | MARCO AURELIO, figlio adottivo (r. 161–180) |  |  | FAUSTINA minore      | FAUSTINA minore      | FAUSTINA minore      | FAUSTINA minore      | FAUSTINA minore      | FAUSTINA minore      |  |  | Aurelia Fadilla  | Aurelia Fadilla  | Aurelia Fadilla  | Aurelia Fadilla  | Aurelia Fadilla  | Aurelia Fadilla  |  |  | due figli                                  | due figli                                  | due figli                                  | due figli                                  | due figli                                  | due figli                                  |  |  |                                    |                              |                              |                              |                              |                              |  |  | Salinator      | Salinator      | Salinator      | Salinator      | Salinator      | Salinator      |
|                           |                           |                           |                           |                           |                           |  |  |                                             |                                             |                                             |                                             |                                             |                                             |  |  |                      |                      |                      |                      |                      |                      |  |  |                  |                  |                  |                  |                  |                  |  |  |                                            |                                            |                                            |                                            |                                            |                                            |  |  | VERO, figlio adottivo (r. 161–169) |                              |                              |                              |                              |                              |  |  |                |                |                |                |                |                |
|                           |                           |                           |                           |                           |                           |  |  |                                             |                                             |                                             |                                             |                                             |                                             |  |  |                      |                      |                      |                      |                      |                      |  |  |                  |                  |                  |                  |                  |                  |  |  |                                            |                                            |                                            |                                            |                                            |                                            |  |  |                                    |                              |                              |                              |                              |                              |  |  |                |                |                |                |                |                |
| Fadilla                   | Fadilla                   | Fadilla                   | Fadilla                   | Fadilla                   | Fadilla                   |  |  | Cornificia                                  | Cornificia                                  | Cornificia                                  | Cornificia                                  | Cornificia                                  | Cornificia                                  |  |  | COMMODO (r. 177–192) | COMMODO (r. 177–192) | COMMODO (r. 177–192) | COMMODO (r. 177–192) | COMMODO (r. 177–192) | COMMODO (r. 177–192) |  |  | nove altri figli | nove altri figli | nove altri figli | nove altri figli | nove altri figli | nove altri figli |  |  | Lucilla                                    | Lucilla                                    | Lucilla                                    | Lucilla                                    | Lucilla                                    | Lucilla                                    |  |  |                                    |                              |                              |                              |                              |                              |  |  |                |                |                |                |                |                |
| Fadilla                   | Fadilla                   | Fadilla                   | Fadilla                   | Fadilla                   | Fadilla                   |  |  | Cornificia                                  | Cornificia                                  | Cornificia                                  | Cornificia                                  | Cornificia                                  | Cornificia                                  |  |  | COMMODO (r. 177–192) | COMMODO (r. 177–192) | COMMODO (r. 177–192) | COMMODO (r. 177–192) | COMMODO (r. 177–192) | COMMODO (r. 177–192) |  |  | nove altri figli | nove altri figli | nove altri figli | nove altri figli | nove altri figli | nove altri figli |  |  | Lucilla                                    | Lucilla                                    | Lucilla                                    | Lucilla                                    | Lucilla                                    | Lucilla                                    |  |  |                                    |                              |                              |                              |                              |                              |  |  |                |                |                |                |                |                |

### Regni/popoli "clienti"
I Romani intuirono che il compito di governare e di civilizzare un gran numero di genti contemporaneamente era pressoché impossibile, e che sarebbe risultato più semplice lasciare l'organizzazione di questi piccoli regni, affidata a principi nati e cresciuti nel paese d'origine. Nacque quindi la figura dei re clienti, la cui funzione era quella di promuovere lo sviluppo politico ed economico dei loro regni, favorendone la civilizzazione e l'economia. Un "re cliente", riconosciuto dal Senato romano come amicus populi Romani, di solito non era altro che uno strumento del controllo nelle mani dell'Impero romano. Ciò non riguardava solo la politica estera e difensiva, dove al re cliente era affidato il compito di assumersi l'onere di garantire lungo i propri confini la sicurezza contro infiltrazioni e pericoli "a bassa intensità", ma anche le questioni interne dinastiche, nell'ambito del sistema di sicurezza imperiale. Ma i Regni o i popoli clienti, poco potevano fare contro i pericoli "ad alta intensità" (come sostiene Edward Luttwak), come le invasioni su scala provinciale. Potevano dare il loro contributo, rallentando l'avanzata nemica con le proprie e limitate forze, almeno fino al sopraggiungere dell'alleato romano: in altre parole potevano garantire una certa "profondità geografica", ma nulla di più.
| Antonino Pio: sesterzio                                       | Antonino Pio: sesterzio |
| ------------------------------------------------------------- | --- |
|                                                               | |
| ANTONINUS AVG PI US P P TR P COS III, testa laureata a destra | REX ARMENIIS DATVS, Antonino Pio che in piedi sulla destra tiene una corona sulla testa del re d'Armenia (sulla sinistra). |
| 30 mm, 26,62 g, coniato nel 141/143.                          | |

Vale la pena citare un passo della Historia Augusta per capire quali rapporti avesse Antonino Pio con i numerosi regni "clienti" del periodo
(Historia Augusta, Vita di Antonino Pio, IX.)
Pose infine sul trono del vicino popolo "cliente" dei Quadi, a nord della Pannonia superiore ed inferiore un nuovo re filo-romano, dopo una nuova serie di campagne militari condotte da un certo Tito Aterio Nepote, il quale ottenne gli ornamenta triumphalia per questi nuovi successi, tanto che attorno al 142, fu emessa una nuova moneta che celebrava "Rex Quadi datus".
Tra il 162 ed il 166, Lucio Vero fu così costretto dal fratello, Marco Aurelio, a condurre una nuova campagna in Oriente contro i Parti, che l'anno precedente avevano attaccato i territori romani di Cappadocia e Siria ed avevano occupato il regno "cliente" d'Armenia. Il nuovo imperatore lasciò che fossero i suoi stessi generali ad occuparsene, tra cui lo stesso Avidio Cassio. Le armate romane, come cinquant'anni prima quelle di Traiano, riuscirono anche questa volta ad occupare i territori armeni e della Mesopotamia, fino alla capitale dei Parti, Ctesifonte. La peste scoppiata durante l'ultimo anno di campagna, nel 166, costrinse però i Romani a ritirarsi dai territori appena conquistati (forse non dall'Armenia e Mesopotamia settentrionale), portando questa terribile malattia all'interno dei suoi stessi confini, e flagellandone la sua popolazione per oltre un ventennio.
Nel 166/167, avvenne il primo scontro lungo le frontiere della Pannonia, ad opera di poche bande di predoni longobardi e osii, che, grazie al pronto intervento delle truppe di confine, furono prontamente respinte. La pace stipulata con le limitrofe popolazioni germaniche a nord del Danubio fu gestita direttamente dagli stessi imperatori, Marco Aurelio e Lucio Vero, ormai diffidenti nei confronti dei barbari aggressori e recatisi per questi motivi fino nella lontana Carnuntum (nel 168). La morte prematura del fratello Lucio (nel 169 poco distante da Aquileia), ed il venir meno ai patti da parte dei barbari (molti dei quali erano stati "clienti" fin dall'epoca di Tiberio), portò una massa mai vista prima d'allora, a riversarsi in modo devastante nell'Italia settentrionale fin sotto le mura di Aquileia, il cuore della Venetia. Enorme fu l'impressione provocata: era dai tempi di Mario che una popolazione barbarica non assediava dei centri del nord Italia.

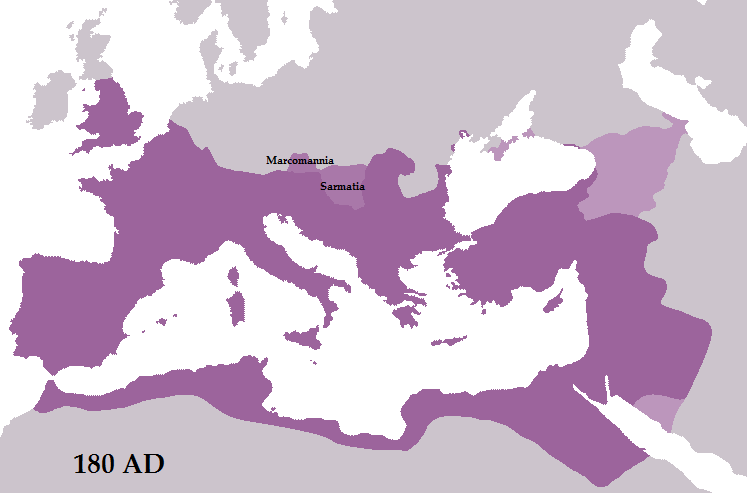
L'Impero romano al tempo di Marco Aurelio con i regni clienti di Marcomannia, Sarmatia ed Armenia.

Si racconta che Marco Aurelio combatté una lunga ed estenuante guerra contro le popolazioni barbariche, prima respingendole e "ripulendo" i territori della Gallia cisalpina, Norico e Rezia (170-171), poi contrattaccando con una massiccia offensiva in territorio germanico, che richiese diversi anni di scontri, fino al 175. La pestilenza aveva però minato pesantemente i ranghi delle unità militari esistenti, tanto che nel 169 si rese necessario reclutare il doppio degli uomini che di solito venivano arruolati ogni anno. Oltre a completare le file delle legioni esistenti ed a reclutarne di nuove (II e III Italica), vennero arruolate delle nuove unità ausiliarie. Anche gli schiavi furono accettati come volontari per il servizio militare, ottenendo in cambio l'affrancamento al termine della leva. I gladiatori vennero inseriti in speciali unità. Anche i banditi della Dalmazia e della Dardania furono accorpati in nuove unità.
La Historia Augusta racconta che Marco Aurelio avrebbe desiderato fare dei territori degli ex-popoli "clienti" di Quadi e Marcomanni la provincia di Marcomannia e degli Iazigi, quella di Sarmatia, e ci sarebbe riuscito se Avidio Cassio non si fosse ribellato. Sappiamo anche che alcuni contingenti di cavalleria (equites) di Naristi furono inviati in Oriente, in seguito alla rivolta di Avidio Cassio, sotto il comando di Valerio Massimiano (praepositus), come testimoniato dal testo di un'iscrizione (praeposito equitibus gentium Marcomannorum Naristarum Quadorum ad vindictam Orientalis motus pergentium). Era il ritorno alla vecchia strategia di difesa “avanzata”, in territorio nemico.
Questi avvenimenti costrinsero lo stesso imperatore a risiedere per numerosi anni lungo il fronte pannonico, senza mai far ritorno a Roma. La tregua apparentemente sottoscritta con queste popolazioni, in particolare Marcomanni, Quadi e Iazigi, durò però solo un paio d'anni. Alla fine del 178 l'imperatore Marco Aurelio fu costretto a fare ritorno nel castrum di Brigetio da dove, nella successiva primavera del 179, fu condotta l'ultima campagna. La morte dell'imperatore romano nel 180 pose presto fine ai piani espansionistici romani e determinò l'abbandono dei territori occupati della Marcomannia e la stipula di nuovi trattati con le popolazioni "clienti" a nord-est del medio Danubio.

### Insediamento di barbari nelle province
A partire da Marco Aurelio torniameo ad assistere a nuovi insediamenti di popolazioni barbare (in questo caso Germani e Sarmati) in territori imperiali, che risultavano così essere accolte o deportate, sulla base degli accordi stipilati con il governo romano. Le cause o i motivi che determinarono questa ammissione nei territori provinciali possono essere principalmente di due tipi: una richiesta esterna di queste popolazioni, di poter "entrare" a far parte dell'Impero romano, a causa delle spinte che queste subivano da parte di altre popolazioni più settentrionali (Goti in primis) e che li avevano costretti a riversarsi in massa contro le frontiere imperiali; la possibilità di ri-popolare vaste aree imperiali, che a causa della terribile pestilenza di quegli anni (166-180) ne avevano decimato la popolazione, riducendo di conseguenza la manodopera contadina.
(Cassio Dione Cocceiano, Storia romana, LXXII, 12.)
Ancora Dione racconta che, dopo i primi anni di guerra, molti popoli inviarono ambasciatori per chiedere la pace. Alcuni di loro ricevettero terre nella province di Dacia, Pannonia, Mesia, Germanie e nella stessa Italia. Questi ultimi, una volta stabiliti a Ravenna, si rivoltarono e presero possesso della città. Per questo motivo Marco Aurelio non concesse più a nessun barbaro di essere deportato sul suolo italico. Attorno poi al 173 fu la volta della popolazione dei Naristi a chiedere di essere accolta all'interno dei confini imperiali:
(Cassio Dione Cocceiano, Storia romana, LXXII, 21.)

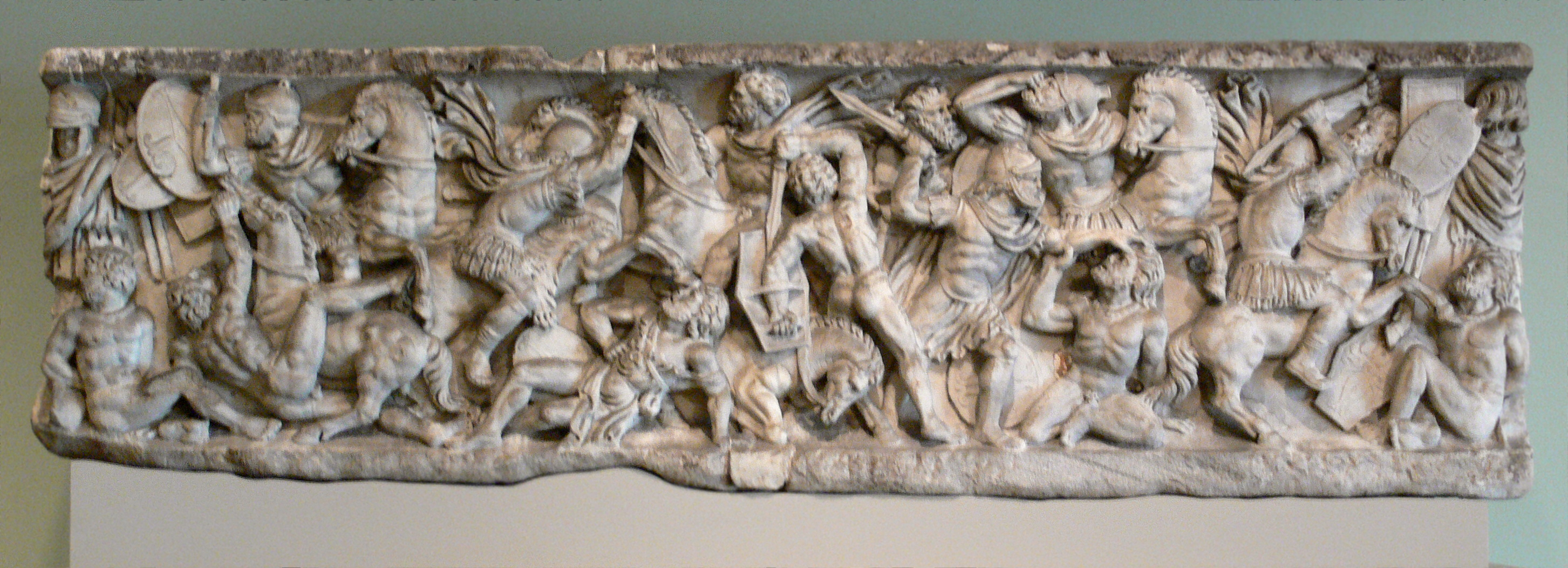
Scontro tra Romani e barbari (Sarcofago databile al 190 ca, Museo d'arte di Dallas, Texas; in alcune sue parti similare al sarcofago Amendola dei Musei Capitolini).

Poi nel 180 al termine della prima campagna militare di Commodo, dopo la scomparsa del padre, Marco Aurelio:
(Cassio Dione Cocceiano, Storia romana, LXXIII, 3.)

## Religione
Nella religione romana, la Felicitas era una divinità dell'abbondanza, della ricchezza e del successo e presiedeva alla buona sorte; la Providentia era la divinità che sapeva prevedere e provvedere. Il significato che acquista nella monetazione commodiana era di augurio al nuovo imperatore perché fosse in grado di garantire e fornire adeguati benefici per il futuro al Populus Romanus intero, secondo quanto gli aveva insegnato il padre, Marco, l'Imperatore filosofo.
Marco Aurelio celebrò anche la Religio Augusti, il cui significato è legato al verbo latino religare ( "legare"). La religio romana rappresentava, quindi, un legame tra la divinità e i mortali, dove vi era grande rispetto o soggezione (superstizione) da parte dell'Uomo verso il divino. I Romani onoravano così questi legami attraverso le osservanze religiose, nel tentativo di mantenere una pax deorum ( "la pace degli dèi"). Secondo i Romani la religio era considerata come una parte necessaria della vita, il modo per mantenere l'ordine e la normalità nella comunità, o in misura maggiore, nel mondo. La motivazione alla base di queste osservanze si basava sull'appagamento degli dei e l'aspettativa di premi. Per garantire una vittoria si fa la promessa di un tempio a una divinità, o nella speranza di alleviare le difficoltà, i membri della comunità fanno sacrifici.

### Cristianesimo e persecuzioni
Intorno al 155, sotto Antonino Pio, morì martire il vescovo di Smirne Policarpo, come narrato in Atti ritenuti attendibili. Molti disordini si verificarono anche sotto il regno di Marco Aurelio, segnato da epidemie, carestie e invasioni. Più volte le folle diedero la caccia ai cristiani, ritenuti responsabili della collera degli dèi, e i martiri furono numerosi (Eusebio ricorda tra gli altri l'apologista Giustino). A questo periodo risale anche un'invettiva di Marco Cornelio Frontone che, per aizzare la popolazione contro i seguaci della nuova religione, li accusa di infanticidio, suscitando violente reazioni anticristiane in Asia e nelle Gallie.
Nel V libro della sua "Storia Ecclesiastica" Eusebio di Cesarea riporta i brani principali della "Lettera delle chiese di Vienne e di Lione alle chiese dell'Asia e della Frigia": in essa sono documentate le vessazioni nei confronti di una cinquantina di cristiani, per lo più stranieri, e le loro esecuzioni capitali avvenute a Lione nell'anno 177. Di questi cristiani, torturati e gettati in carcere, molti morirono per soffocamento. La folla, già pervasa di xenofobia e aizzata da false accuse (di cannibalismo e rapporti incestuosi) diffuse sul conto dei cristiani, infierì su di loro senza più alcun riguardo per l'età o per il sesso dei condannati: il vescovo ultranovantenne Potino, linciato dalla folla, spirò in carcere; il quindicenne Pontico e la schiava Blandina, dopo essere stati costretti per giorni ad assistere all'esecuzione degli altri, furono essi stessi torturati e uccisi.
Intorno al 178-180 il filosofo platonico Celso scrisse contro la religione cristiana e in difesa di quella tradizionale il Logos arethes ("Discorso della verità"), che conosciamo solo dalla confutazione polemica che ne fece il teologo cristiano Origene, con la sua opera del 248, intitolata, appunto, Contra Celsum ("Contro Celso"). È della stessa opera un interessante passo in cui l'autore ridimensiona drasticamente il numero dei martiri, gonfiato a sproposito dall'apologetica cristiana.
Marcia, donna di origini libertine e amante dell'imperatore Commodo, fu invece di simpatie cristiane; sembra infatti sia stata lei a intercedere per la liberazione di papa Callisto I dalla condanna alle miniere (Damnatio ad metalla) in Sardegna. Risale al 180, sotto il regno di Commodo, l'episodio dei dodici martiri scillitani, ricordato nel più antico degli Atti dei Martiri.

## Diritto, usi e costumi

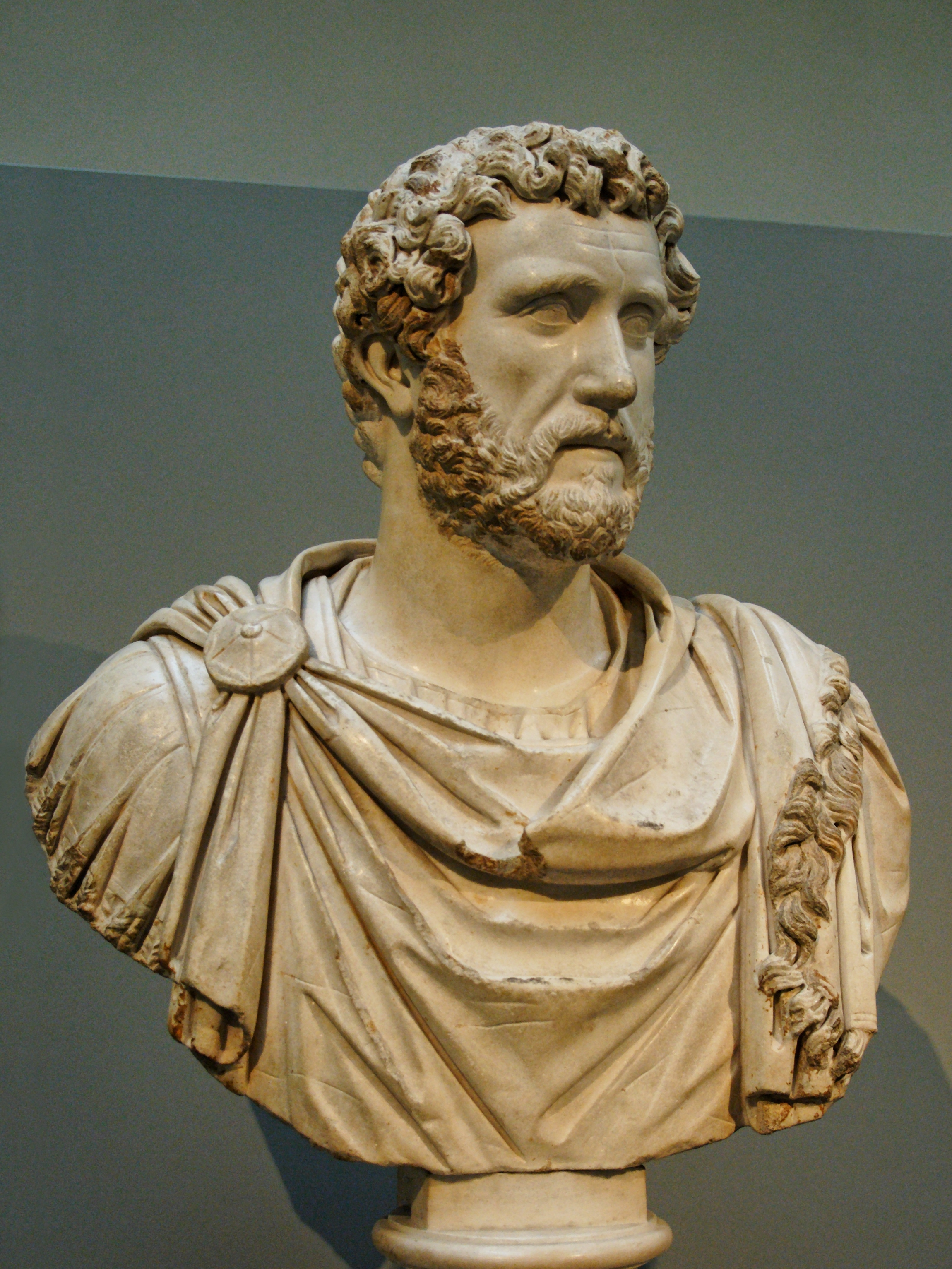
Antonino Pio, primo princeps della dinastia degli Antonini.

Nell'amministrazione generale dell'impero, e particolarmente in campo legale, Antonino Pio seguì nelle grandi linee gli indirizzi di Adriano benché per quanto concerne questo aspetto l'Historia Augusta esordisca così: "Notevole fu l'impronta da lui lasciata nel campo del diritto tramite i giureconsulti Vindio Vero, Salvio Valente, Volusio Meciano, Vepio Marcello e Diaboleno". Sotto il suo regno giunse a conclusione e ci fu il riconoscimento giuridico formale della distinzione tra le classi superiori (honestiores) e le altre (humiliores), distinzione espressa nelle diverse pene cui le classi erano soggette. Si nota la tendenza a sottoporre i ceti più umili della società, siano pure cittadini romani, a pene generalmente riservate in età repubblicana agli schiavi. Che Antonino abbia autorizzato un ulteriore sviluppo di questo sistema è chiaro. Basterà citare il seguente passo del Digesto tratto da un frammento del giurista Domizio Ulpiano:
(D.48.13.8 Ulpiano 7 De off. procons.)
Sempre in campo giuridico è interessante una norma che migliorava la condizione degli schiavi anche se egli sottolinea che "il potere dei padroni sugli schiavi deve restare intatto e nessuno deve vedere diminuiti i propri diritti" (Digesta I, VI, 2).
Ancora interessanti sono le notizie, riportate dalla Historia Augusta (Vita di Antonino Pio, V e VI), che egli rinnovò l'incarico anche per sei o nove anni ai governatori delle province più capaci e che prestava particolare attenzione ai reclami giuridici verso i suoi procuratori del fisco nelle province.
Il successore Marco Aurelio si occupò con costanza della Giustizia, partecipando direttamente a procedimenti giudiziari. Egli istituì l'anagrafe: ogni cittadino romano aveva l'obbligo di registrare i propri figli entro trenta giorni dalla loro nascita; colpì l'usura, regolarizzò le vendite pubbliche e distrusse tutti i libelli diffamatori che circolavano su molte persone. Proibì i processi pubblici prima di aver raccolto prove certe, garantì ai senatori l'antica immunità dalle condanne capitali, a meno che ci fossero prove certe e una condanna ufficiale. Tra le altre leggi proibì la tortura per i cittadini eminenti, prima e dopo la condanna, poi per tutti i cittadini liberi, come era stato in epoca repubblicana. Restò valida per gli schiavi, ma solo se non si trovavano altre prove, ma venne proibito di vendere uno schiavo per i combattimenti contro le belve. Nei processi che egli presiedette, anche quando doveva emettere una condanna secondo le leggi, cercò sempre la massima giustizia ed equità per tutti. Marco e Lucio stabilirono ad esempio la non punibilità di un figlio che avesse ucciso un genitore in un momento di follia, e per estensione, un primo concetto di infermità mentale.
Come molti imperatori, Marco trascorse la maggior parte del suo tempo ad affrontare questioni di diritto come petizioni e controversie, prendendosi molta cura nella teoria e nella pratica della legislazione. Giuristi professionali lo definirono "uno dei più abili imperatori nel legiferare" e "uno dei più prudenti e coscienziosi". Egli mostrò uno spiccato interesse in tre aree del diritto: l'affrancamento degli schiavi, la tutela degli orfani e dei minori, e la scelta dei consiglieri cittadini (decuriones). Rivalutò la moneta da lui prima svalutata. Tuttavia, due anni dopo la rivalutazione, ritornò ai valori precedenti a causa della grave crisi militare delle guerre marcomanniche che affrontava l'impero.

## Esercito
Antonino Pio
Antonino Pio ordinò la costruzione di un nuovo vallo in Britannia, più a nord del precedente vallo di Adriano. Era lungo 59 km e posto tra gli estuari dei fiumi Bodotria-Forth e del Clota-Clyde. Attuò poi la definitiva sistemazione del limes germanico-retico, ora munendolo di un muro, torri di controllo e forti per le unità ausiliarie, regolando poi alcuni conflitti con Germani e Daci liberi. Il suo regno rappresentò più che altro un rafforzamento di tutti i confini imperiali, tralasciando però ciò che il futuro avrebbe riservato poi, dopo la sua morte (nel 161), con le guerre sia in Oriente  (161-166), sia in Occidente.
È certo che la sua inerzia nel rifiutare soluzioni militari offensive, ad Oriente contro i Parti e ad Occidente contro Germani e Sarmati, a sud contro i Mauri, causarono al suo successore, Marco Aurelio, un ventennio di grandissima crisi. 
Secondo due recenti studi (Spaul 2000 e Holder 2003), durante il principato di Antonino Pio, il numero delle truppe ausiliarie totali dell'Impero romano ammontavano a circa 200.000 unità. Ci sono infatti alcune discrepanze nelle loro analisi:
| Autore              | N. Alae | N. Cohortes | N. totale unità | Totale cavalieri | Totale fanti | Totale effettivi |
| ------------------- | ------- | ----------- | --------------- | ---------------- | ------------ | ---------------- |
| J. Spaul (2000)     | 80      | 247         | 327             | 56,160           | 124,640      | 180 800          |
| P. A. Holder (2003) | 88      | 279         | 367             | 74,624           | 143,200      | 217,624          |

NOTE: Le forze in campo escludono gli ufficiali (centurioni e decurioni), che rappresentano una forza di circa 3.500 uomini in totale.
La differenza di 40 unità e circa 40.000 effettivi è dovuta principalmente a: 
1. Spaul interpreta alcune unità aventi lo stesso nome e numero, seppure attestate in province differenti nello stesso periodo, come la medesima unità, in un atteggiamento estremamente cauto ed ipotizzando si spostino con una certa frequenza; al contrario Holder le considera unità totalmente differenti e quindi sommabili nel computo complessivo.
2. Spaul accetta come coorti equitate solo quelle esplicitamente citate, in un numero complessivo inferiore rispetto a Holder.[36]

Marco Aurelio

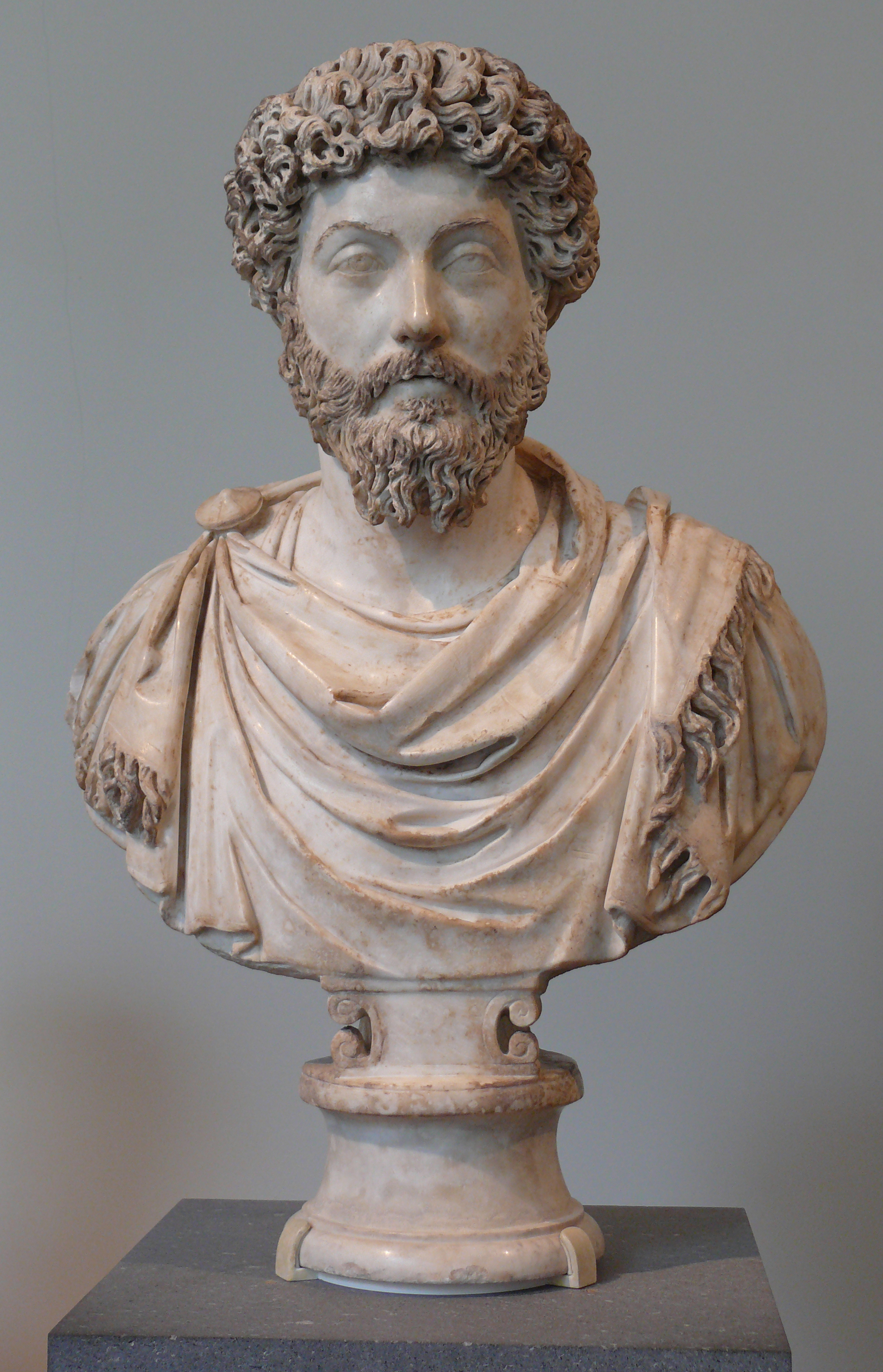
Marco Aurelio secondo princeps della dinastia degli Antonini.

Tra il 163 ed il 166 Lucio Vero fu costretto dal fratello, Marco Aurelio a condurre una nuova campagna in Oriente contro i Parti, che l'anno precedente avevano attaccato i territori romani di Cappadocia e Siria ed avevano distrutto un'intera legione (la IX Hispana). Il nuovo imperatore lasciò che fossero i suoi stessi generali ad occuparsene, tra cui lo stesso Avidio Cassio (che riuscì ad usurpare il trono imperiale, anche se solo per pochi mesi, dieci anni più tardi nel 175). Le armate romane, come cinquant'anni prima quelle di Traiano, riuscirono anche questa volta ad occupare i territori fino alla capitale dei Parti, Ctesifonte. La peste scoppiata durante l'ultimo anno di campagna, nel 166, costrinse i Romani a ritirarsi da parte dei territori appena conquistati, portando questa terribile malattia all'interno dei suoi stessi confini, e flagellandone la sua popolazione per oltre un ventennio. Sembra, infatti, che queste campagne abbiano portato all'occupazione permanente dei territori ad est dell'Eufrate e la creazione delle province di Mesopotamia e Armenia da parte dei Romani, difesa anche in fasi successive durante l'intero III secolo (da Settimio Severo a Diocleziano-Galerio).
Appena terminata questa fase offensiva in Oriente, l'impero romano dovette affrontare una crisi ben più grave in Occidente. L'imperatore Marco Aurelio e suo figlio Commodo, furono costretti a combattere contro le popolazioni germaniche e sarmatiche a nord del Danubio dal 166/167 al 188. È probabile che Marco Aurelio avesse in progetto fin dagli inizi del suo regno l'occupazione permanente dei territori a nord del medio Danubio. Non a caso formò attorno al 165-166 due nuove legioni: si trattava della II e III Italica. E se alla fine sia i le popolazioni germaniche, sia quelle sarmatiche furono battute, dopo la morte dell'imperatore filosofo, il figlio Commodo disattese alle aspettative paterne e rinunciò a dare loro il colpo di grazia, evitando di fare di questi territori due nuove province a nord del medio corso del Danubio: la Marcomannia e la Sarmatia.
Notevole fu l'utilizzo di vexillationes legionarie durante le guerre marcomanniche, al fine di comporre un esercito di invasione e poi di occupazione della neo-provincia di Marcomannia, come testimoniano numerose iscrizioni, tra cui quella rinvenuta a Leugaricio delle legioni I Adiutrix e II Adiutrix.
Sappiamo che alla morte di Marco Aurelio c'erano 30 legioni, così come è evidenziato qui sotto nella tabella riassuntiva sulla loro dislocazione (nel 180):
| N. fortezze legionarie | unità legionaria         | località antica  | località moderna     | provincia romana   |
| ---------------------- | ------------------------ | ---------------- | -------------------- | ------------------ |
| 1                      | Legio VI Victrix:        | Eburacum         | York                 | Britannia          |
| 2                      | Legio XX Valeria Victrix | Deva Victrix     | Chester              | Britannia          |
| 3                      | Legio II Augusta         | Isca Silurum     | Caerleon             | Britannia          |
| 4                      | Legio XXX Ulpia Victrix  | Vetera           | Xanten               | Germania inferiore |
| 5                      | Legio I Minervia         | Bonna            | Bonn                 | Germania inferiore |
| 6                      | Legio XXII Primigenia    | Mogontiacum      | Magonza              | Germania superiore |
| 7                      | Legio VIII Augusta       | Argentoratae     | Strasburgo           | Germania superiore |
| 8                      | Legio III Italica        | Castra Regina    | Ratisbona            | Rezia              |
| 9                      | Legio II Italica         | Lauriacum        | Enns                 | Norico             |
| 10                     | Legio X Gemina           | Vindobona        | Vienna               | Pannonia superiore |
| 11                     | Legio XIV Gemina         | Carnuntum        | Altenburg-Petronell  | Pannonia superiore |
| 12                     | Legio I Adiutrix         | Brigetio         | Komárom              | Pannonia superiore |
| 13                     | Legio II Adiutrix        | Aquincum         | Budapest             | Pannonia inferiore |
| 14                     | Legio IIII Flavia Felix  | Singidunum       | Belgrado             | Mesia superiore    |
| 15                     | Legio VII Claudia        | Viminacium       | Kostolac             | Mesia superiore    |
| 16                     | Legio XIII Gemina        | Apulum           | Alba Iulia           | Tre Dacie          |
| 17                     | Legio V Macedonica       | Potaissa         | Turda                | Tre Dacie          |
| 18                     | Legio I Italica          | Novae            | Svištov              | Mesia inferiore    |
| 19                     | Legio XI Claudia         | Durostorum       | Silistra             | Mesia inferiore    |
| 20                     | Legio XV Apollinaris     | Satala           | Sadagh               | Cappadocia         |
| 21                     | Legio XII Fulminata      | Melitene         | Melitene             | Cappadocia         |
| 22                     | Legio IV Scythica        | Zeugma           | Belkis               | Syria              |
| 23                     | Legio XVI Flavia Firma   | Sura             | Sura                 | Syria              |
| 24                     | Legio III Gallica        | Raphaneae        |                      | Syria              |
| 25                     | Legio X Fretensis        | Aelia Capitolina | Gerusalemme          | Syria Palaestina   |
| 26                     | Legio VI Ferrata         | Caparcotna       | Kfar Otnay           | Syria Palaestina   |
| 27                     | Legio III Cyrenaica      | Bostra           | Bosra                | Arabia Petraea     |
| 29                     | Legio II Traiana Fortis  | Nicopolis        | Alessandria d'Egitto | Egitto             |
| 29                     | Legio III Augusta        | Lambaesis        | Lambèse              | Numidia            |
| 30                     | Legio VII Gemina         | Legio            | León                 | Hispania           |

Commodo
Nonostante tutti i difetti che gli sono stati attribuiti, Commodo seppe condurre una politica militare efficace, senza dubbio in parte grazie alle personalità di cui si circondò: furono apprestate postazioni di osservazione (burgi) e insediate guarnigioni (praesidia) dal Danubio fino all'Aures; l'intera frontiera, infatti, soprattutto renana e danubiana fu rafforzata con nuove postazioni o costruzioni fortificate; ciò avvenne anche in Britannia, in Mauretania e Numidia. Le strade militari di questi settori furono riparate con grande cura.

## Economia

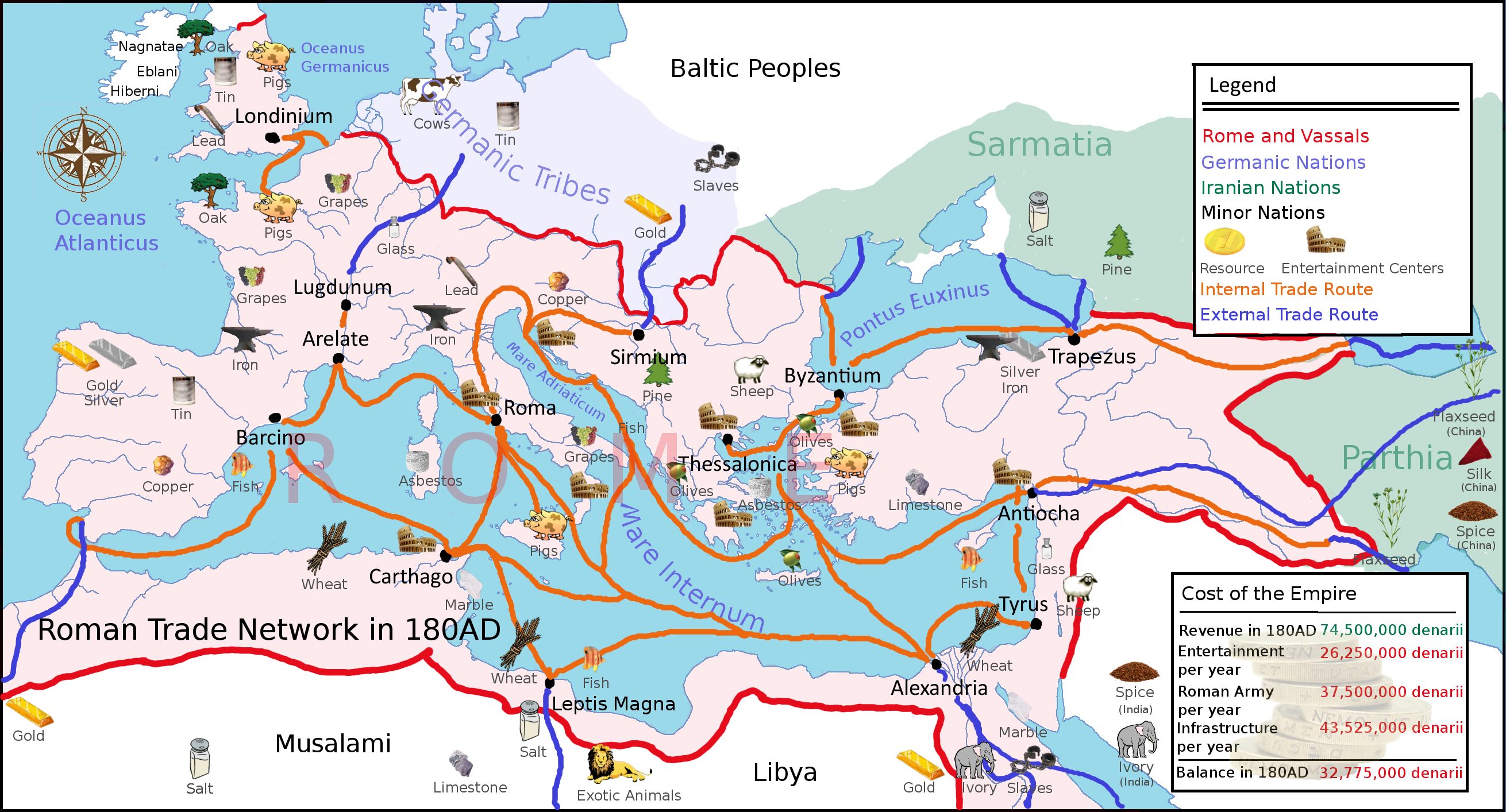
Le vie del commercio romano durante la dinastia degli Antonini.

Antonino Pio fece dono al popolo ed all'esercito di una somma a noi sconosciuta, oltre a donare alimenti ai fanciulli più bisognosi, per onorare la moglie Faustina maggiore. E durante un successivo congiarium (nel 145), furono donati a ciascun abitante di Roma 100 denari (pari a 400 sesterzi), per celebrare il matrimonio tra la figlia Annia Faustina ed il futuro erede al principato, Marco Aurelio. Si racconta che alla morte della moglie Faustina, Antonino la divinizzò e le intitolò un nuovo alimenta, il Puellae Faustinae, e un tempio nel Foro Romano, diventato dopo la morte dello stesso nel 161, il tempio di Antonino e Faustina.
L'Imperatore Marco Aurelio donò un congiarium al popolo, quando diede al figlio Commodo la toga virile nel 175. Due anni più tardi nel 177, quando associò al trono il figlio, attribuendogli la tribunicia potestas, organizzò un nuovo congiarium con spettacoli gladiatori. Il figlio Commodo distribuì un nuovo congiarium al popolo di ben 725 denarii durante il suo regno (180-192).
Marco, appena salito al trono nel 161 fu costretto a ridurre il titolo d'argento del denario dall'83,5% al 79% (percentuale di purezza). Pochi anni più tardi, nel 168, rivalutò il denario, incrementando il suo titolo dal 79% all'82% — passando da 2.57 grammi a 2.67 grammi. Ma due anni più tardi fu costretto di nuovo a tornare al precedente titolo a causa della guerra germanica e della conseguente crisi militare lungo le frontiere settentrionali.
| Peso teorico dei Denari: da Cesare a Commodo (180-193) | Peso teorico dei Denari: da Cesare a Commodo (180-193) | Peso teorico dei Denari: da Cesare a Commodo (180-193) | Peso teorico dei Denari: da Cesare a Commodo (180-193) | Peso teorico dei Denari: da Cesare a Commodo (180-193) | Peso teorico dei Denari: da Cesare a Commodo (180-193) | Peso teorico dei Denari: da Cesare a Commodo (180-193) |
| Denario                                                | Cesare                                                 | Augusto (post 2 a.C.)                                  | Nerone (post 64)                                       | Traiano                                                | Marco Aurelio (post 170)                               | Commodo                                                |
| ------------------------------------------------------ | ------------------------------------------------------ | ------------------------------------------------------ | ------------------------------------------------------ | ------------------------------------------------------ | ------------------------------------------------------ | ------------------------------------------------------ |
| Peso teorico (della lega): in libbre (=327,168 grammi) | 1/84                                                   | 1/84                                                   | 1/96                                                   | 1/99                                                   | 1/100                                                  | 1/111                                                  |
| Peso teorico (della lega): in grammi                   | 3.895 grammi                                           | 3.895 grammi                                           | 3.408 grammi                                           | 3.305 grammi                                           | 3.253 grammi                                           | 2.947 grammi                                           |
| % del titolo di solo argento:                          | 98%                                                    | 97%                                                    | 93,5%                                                  | 89,0%                                                  | 79,0%                                                  | 73,5%                                                  |
| Peso teorico (argento): in grammi                      | 3,817 grammi                                           | 3,778 grammi                                           | 3,186 grammi                                           | 2,941 grammi                                           | 2,570 grammi                                           | 2.166 grammi                                           |
|                                                        |                                                        |                                                        |                                                        |                                                        |                                                        |                                                        |

## Cultura
Nonostante le prime avvisaglie della crisi, il periodo degli Antonini venne ricordato come un'epoca aurea di estremo benessere e giustizia rispetto alla grave crisi dei secoli successivi. La pace, che aveva regnato fino al principato di Marco Aurelio, fu però interrotta dallo scoppio di due grandi guerre: la prima lungo il fronte orientale contro i Parti, che portò una devastante pestilenza che decimò l'intera popolazione dell'Impero romano; la seconda lungo il fronte settentrionale contro le popolazioni germano-sarmatiche, e che rappresentò il preludio alle grandi invasioni successive.
La mentalità nell'epoca antoniniana può essere esemplificata nel confronto delle posizioni filosofiche tra Marco Aurelio stesso e il suo maestro Frontone. Il primo rappresentava il sentimento etico degli ultimi stoici, venato da un amaro pessimismo e portato a idealizzare il distacco dalla vita. Frontone invece era il tipico personaggio permeato ormai da una cultura vacua e superficiale, dedito a dissertazioni virtuosistiche in lode delle mosche o del fumo, ignorando le nubi che si addensavano all'orizzonte.
Entrambi gli atteggiamenti però, per quanto diversi, rappresentavano un modello di evasione dalla realtà (moralistico il primo, intellettualistico il secondo), che di lì a poco, durante lo sfacelo economico e politico dell'impero, sfociarono nell'irrazionalismo, opposto l'umanesimo classico.

### Letteratura latina e greca
Gli imperatori del periodo risultarono estremamente tolleranti verso le arti e le forme letterarie, preoccupati soprattutto del bene pubblico. Al dominio di Roma sulle province, si sostituì un processo di parificazione delle province con l'Italia grazie al processo di romanizzazione avviato ormai da alcuni secoli.
Il potere centrale aveva poi, permesso una certa autonomia culturale sia ai centri in Occidente sia a quelli in Oriente. Gli stessi imperatori, come Adriano e Marco Aurelio, furono essi stessi dei raffinati letterati, che favorirono il diffondersi sia della letteratura latina sia il fiorire di quella greca, senza esercitare una tuttela oppressiva. La cultura, tuttavia, risulta con scarso valore spirituale, volta soprattutto all'erudizione pedante, all'imitazione degli antichi (in particolare dei poetae novi), cioè al purismo arcaicizzante ed alla ricerca del formalismo retorico. L'elemento irrazionale irromperà nella vita culturale dell'Impero, per la crescente diffusione dei culti mistici e misterici, e troverà quale unico genio del periodo, riguardo alla letteratura latina, Apuleio ed il suo simbolismo magico.
La lingua e la cultura greca trovarono poi sotto Adriano condizioni di particolare favore, grazie ai viaggi ad Atene che lo stesso imperatore aveva compiuto durante il suo regno. Egli infatti si circondò di letterati greci, e nella sua grandiosa villa fatta costruire a Tivoli volle riprodurre le principali opere d'arte ed edifici greci. Lo stesso Marco Aurelio scrisse i suoi Colloqui con sé stesso in greco.

### Urbanistica di Roma

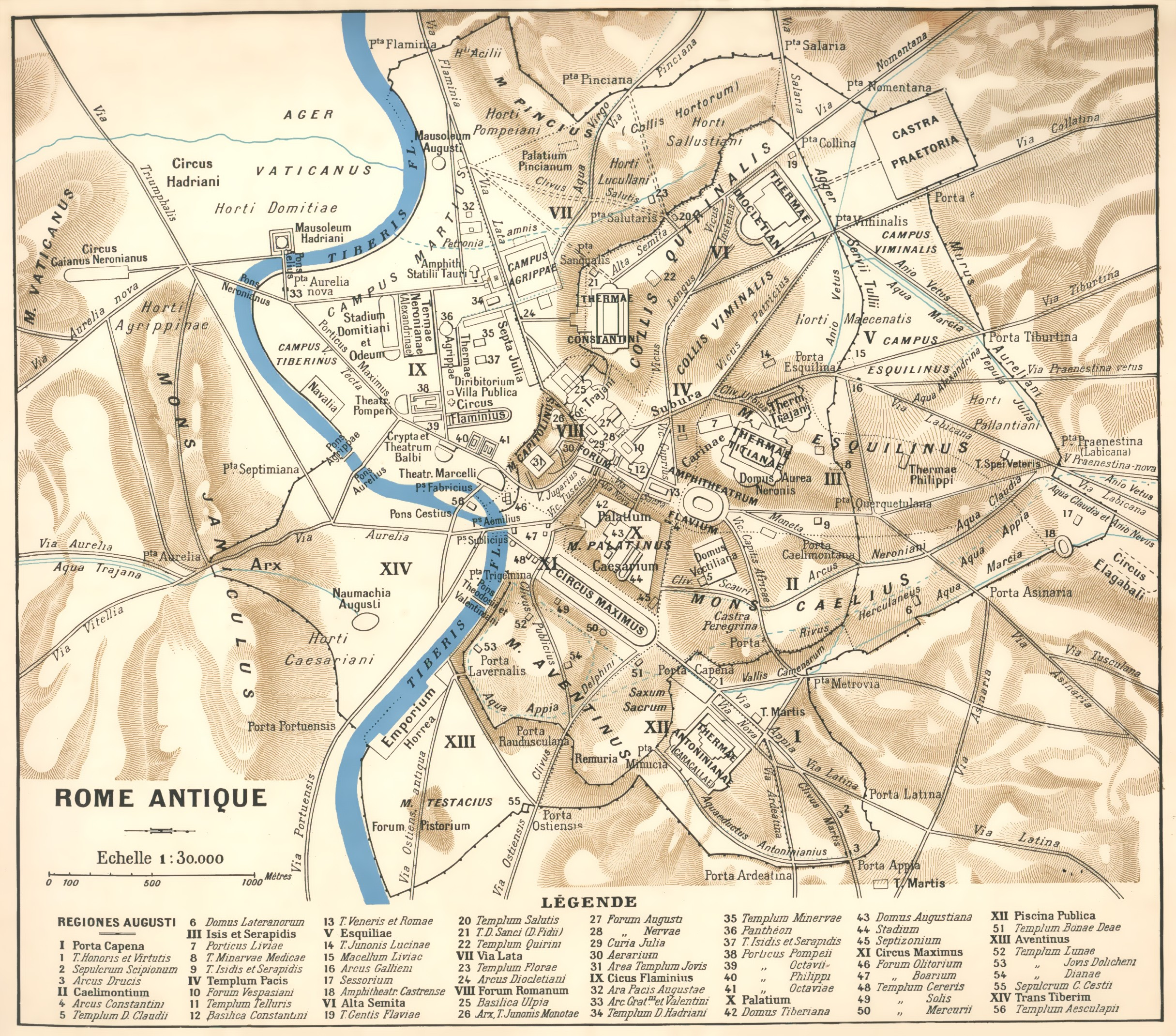
Mappa di Roma antica in epoca imperiale.

Ad Adriano e Antonino Pio si deve il picco dell'attività edilizia. Agli Antonini si deve la costruzione del tempio di Antonino e Faustina nel Foro Romano, la Colonna antonina, dedicata a Antonino Pio e Faustina. Ma ancora più importante fu la costruzione di interi quartieri con insulae a più piani, come nella VII regione ad est della Via Lata: l'idea dell'aspetto di queste zone si può avere dagli scavi di Ostia antica, presso l'antico porto di Roma.
Dopo l'incendio del 191, sotto Commodo, iniziò una nuova fase di lavori, curati dalla dinastia dei Severi: fu ricostruito il Tempio della Pace, gli Horrea Piperiana, il Portico di Ottavia; si aggiunse un'ala al palazzo imperiale sul Palatino

### Architettura di Roma antica da Antonino Pio a Commodo

La colonna di Marco Aurelio, rappresentazione storica delle guerre marcomanniche (166/7-180)

Sotto la dinastia degli Antonini, la produzione artistica ufficiale continuò nel solco del classicismo adrianea, con alcune tendenze che si svilupparono ulteriormente. Il gusto per il contrasto tra superfici lisce e mosse (come nel ritratto di Adriano), trasposto su una composizione d'insieme produsse il rilievo estremamente originale della decursio nella base della colonna Antonina. Conseguenza fu anche l'accentuazione del chiaroscuro.
Antonino Pio eresse, prima in ricordo della moglie Faustina maggiore (morta nel 141), un tempio a lei dedicato nel Foro romano (oggi Chiesa di San Lorenzo in Miranda), e poi in onore del suo predecessore, l'imperatore Adriano (divinizzato dopo la sua morte), un tempio allo stesso dedicato nel 145, oggi in piazza di Pietra, nell'antica regione del Campo Marzio. Nel 147 questo imperatore provvedette alla costruzione di un nuovo ponte sul Tevere (o forse alla ristrutturazione del precedente ponte di Agrippa), prendendo probabilmente i nomi di ponte Aurelio (pons Aurelius) o ponte di Antonino (pons Antonini), riportati da fonti tarde.
Nel 161-162 i figli dell'Imperatore appena defunto, Antonino Pio, dedicarono al padre adottivo una colonna onoraria a lui dedicata ed alla moglie Faustina maggiore. Marco Aurelio e Lucio Vero scelsero come zona quella dove si era svolto l'Ustrinum Antoninorum, cioè la cremazione del corpo dell'imperatore. La colonna era fatta di granito rosso egiziano, non possedeva decorazioni sulla superficie del fusto e misurava 14.75 m in altezza. Alla sua sommità era posta una statua di Antonino Pio, come mostrato in una moneta con l'effigie dell'imperatore.
A Marco Aurelio (o al figlio Commodo), si deve invece la costruzione della omonima Colonna, monumento eretto tra il 176 e il 192 per celebrare (forse solo dopo la morte di Marco), le vittorie ottenute su Germani e Sarmati stanziati a nord del medio corso del Danubio durante le guerre marcomanniche. La colonna, che era alta 29,617 metri (pari a 100 piedi romani; 42 metri se si considera anche la base), è ancora nella sua collocazione originale davanti a Palazzo Chigi. Si ispirava alla "gemella" Colonna Traiana. Il fregio scultoreo che si arrotola a spirale intorno al fusto, se fosse svolto, supererebbe i 110 metri in lunghezza. Questa Colonna, sebbene ispirata a quella Traiana, presenta molte novità: scene più affollate, figure più scavate, con un chiaroscuro più netto e, soprattutto, la comparsa di elementi irrazionali (Miracolo della pioggia, Miracolo del fulmine), prima avvisaglia di una società ormai in cerca di evasione da una realtà difficile, che di lì a poco, durante il successivo sfacelo economico e politico dell'impero, sarebbe sfociata nell'irrazionalismo anti-classico.
Sempre a Marco Aurelio sarebbe da attribuire la costruzione di un arco trionfale allo stesso dedicato, sulla base di un ciclo di dodici rilievi (otto reimpiegati sull'arco di Costantino, tre conservati nel Palazzo dei Conservatori dei Musei Capitolini ed un ultimo, scomparso, di cui resta un frammento oggi a Copenaghen). I rilievi, scolpiti in due riprese, nel 173 e nel 176 furono attribuiti ad un arcus aureus o arcus Panis Aurei in Capitolio citato dalle fonti medioevali e che sorgeva sulle pendici del Campidoglio, all'incrocio tra la via Lata e il clivus Argentarius, non lontano dalla chiesa dei Santi Luca e Martina, dove i tre rilievi dei Musei Capitolini erano riutilizzati. Un altro possibile sito dove potrebbe essere sorto quest'arco è nei pressi della colonna di Marco Aurelio quale entrata monumentale al porticato circostante il monumento "colchide" e ad un tempio dedicato allo stesso imperatore ed alla moglie Faustina minore. In ogni caso il soggetto dei 12 pannelli erano le imprese militari di Marco Aurelio durante le guerre marcomanniche.
Sotto Commodo si assistette a una svolta artistica, legata alla scultura. Nelle opere ufficiali, dal punto di vista formale si ottenne una dimensione spaziale pienamente compiuta, con figure ben collocate nello spazio tra le quali sembra "circolare l'atmosfera" (come negli otto rilievi riciclati poi nell'Arco di Costantino). Dal punto di vista del contenuto si assiste alla comparsa di sfumature simbolico-religiosi nella figura del sovrano e alla rappresentazione di fatti irrazionali.

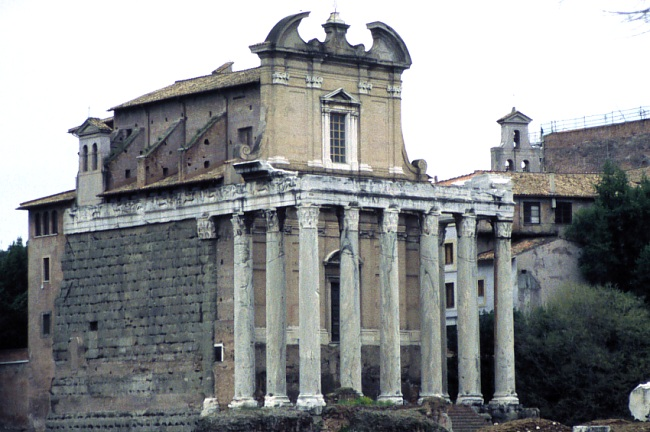
Il Tempio di Antonino e Faustina nel Foro romano (oggi Chiesa di San Lorenzo in Miranda) fu edificato nel 141.
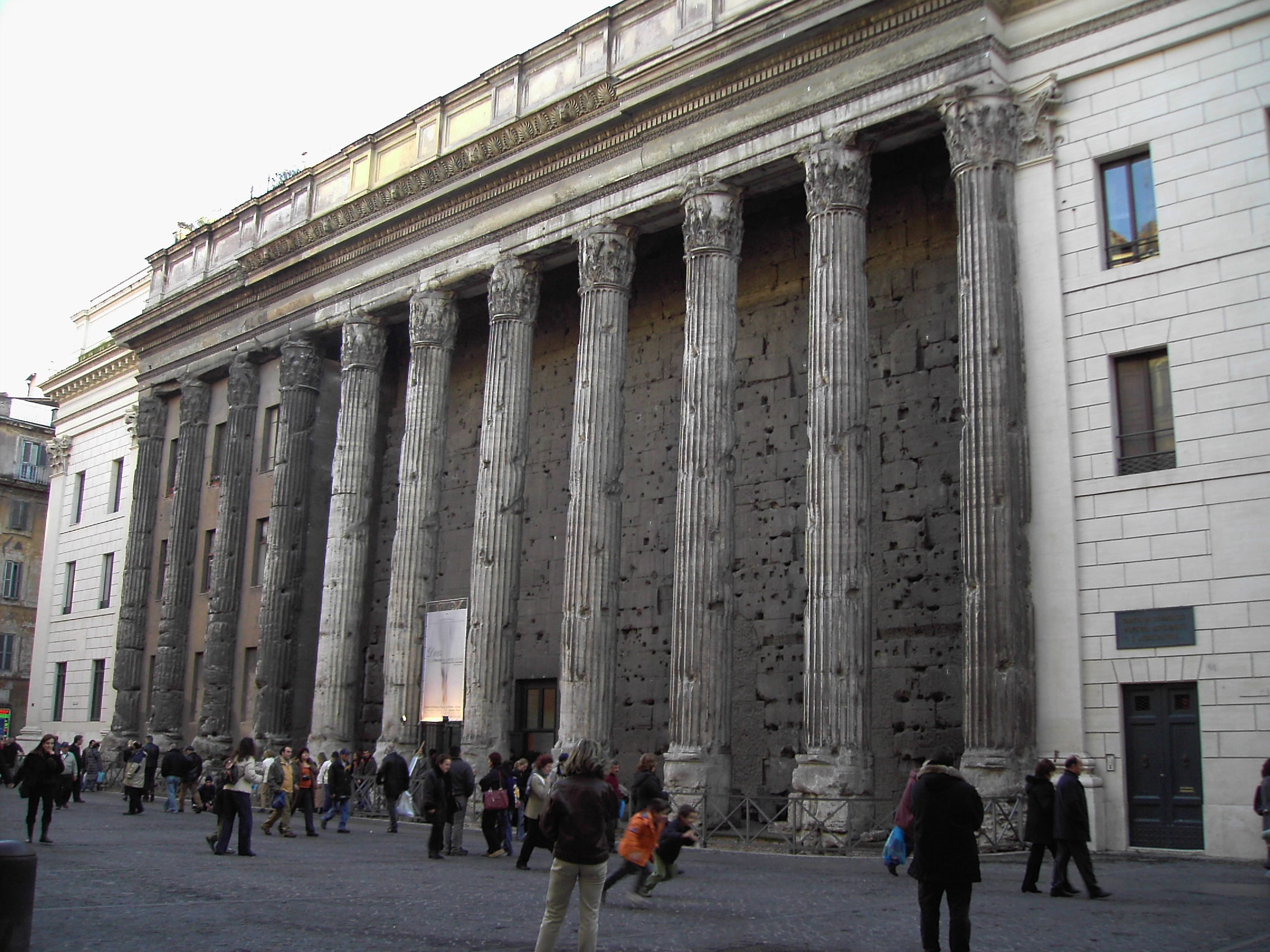
Il tempio di Adriano oggi (edificato nel 145).
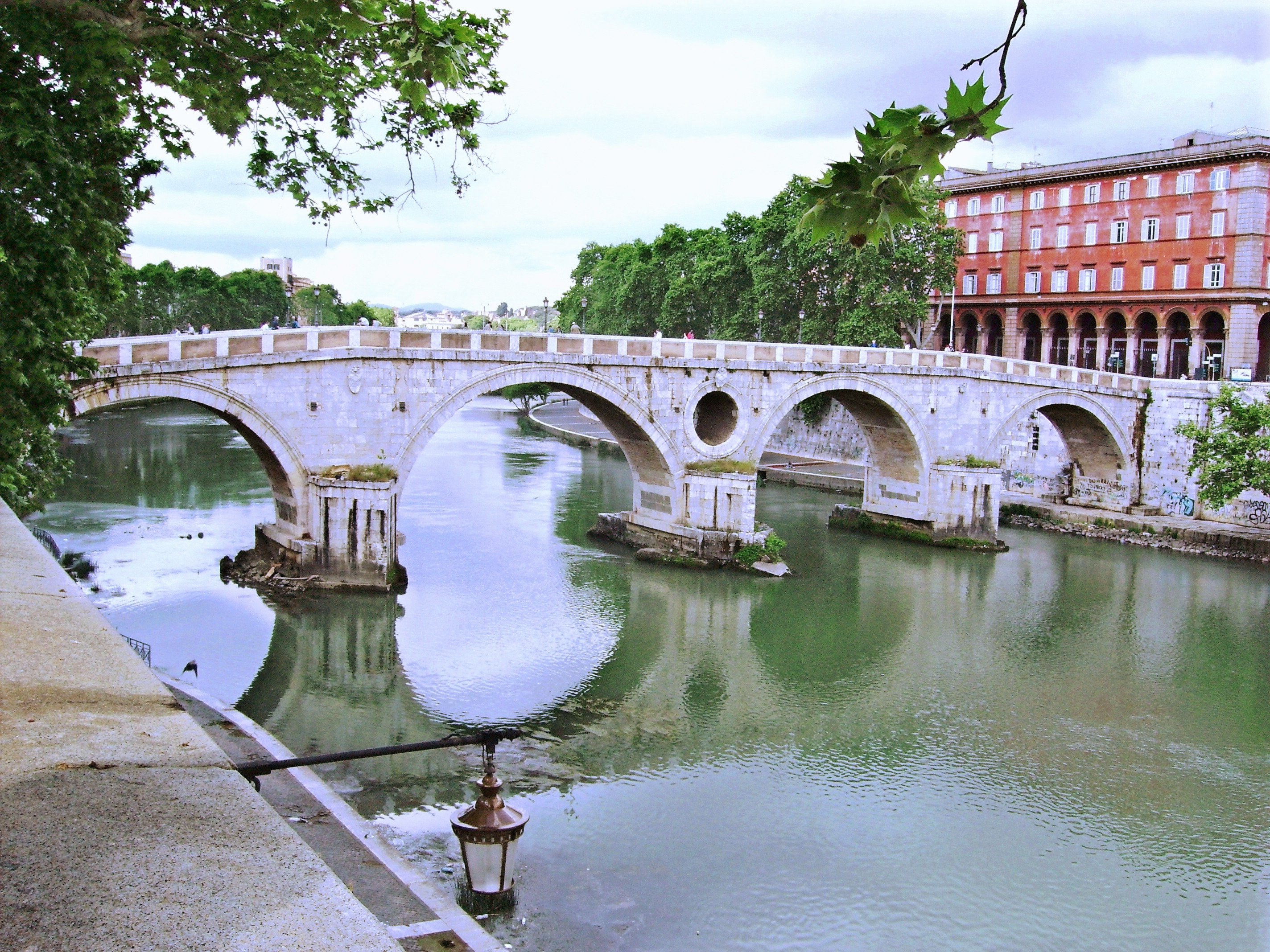
Il ponte di Antonino, oggi ponte Sisto (edificato da Antonino Pio nel 147).
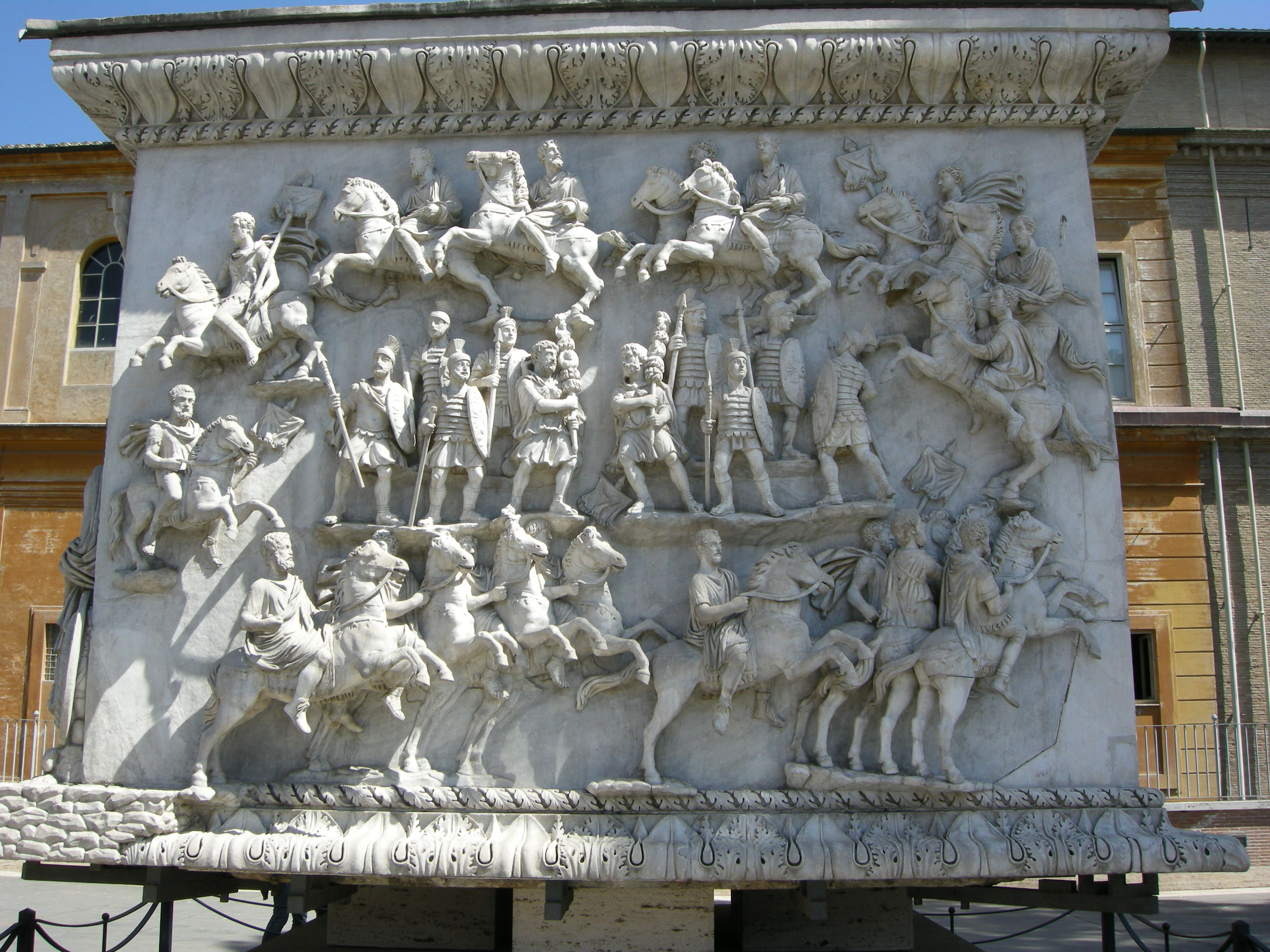
La decursio alla base della Colonna di Antonino Pio (edificato nel 161-162).
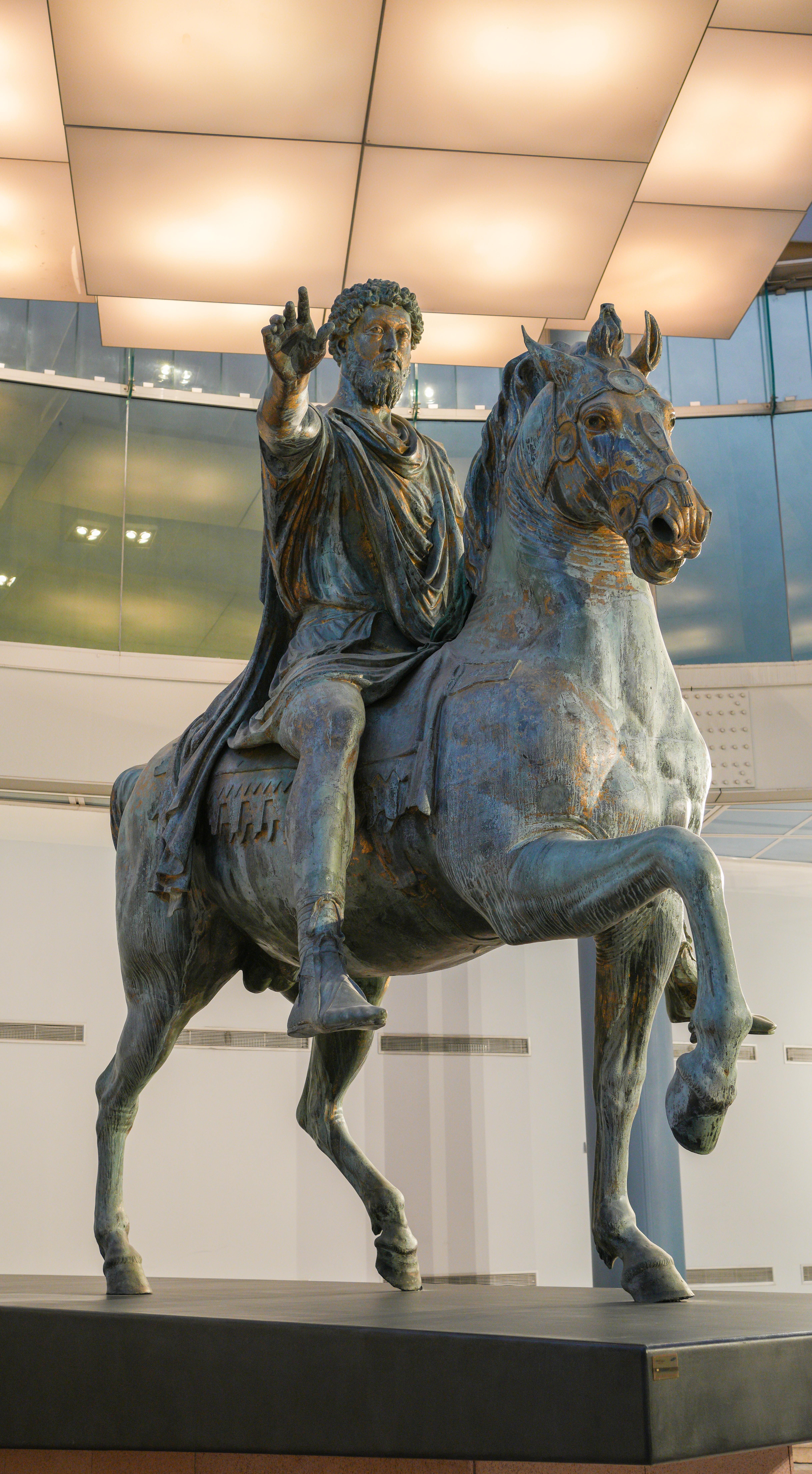
Statua equestre di Marco Aurelio (attribuibile al 176-177).
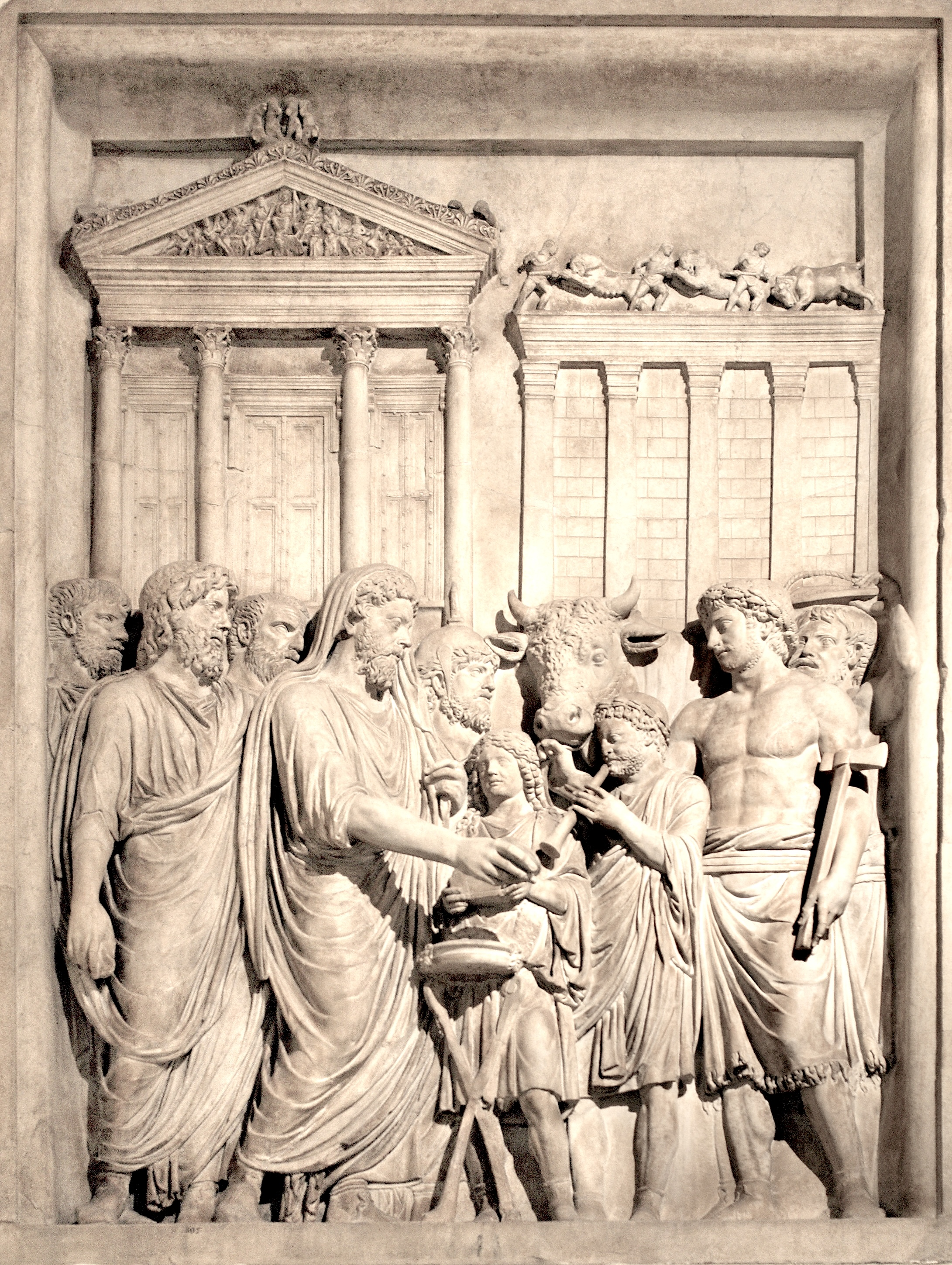
Pannello proveniente da un possibile arco trionfale di Marco Aurelio. Qui Marco compie un sacrificio prima della campagna militare contro i barbari del nord (Musei Capitolini)
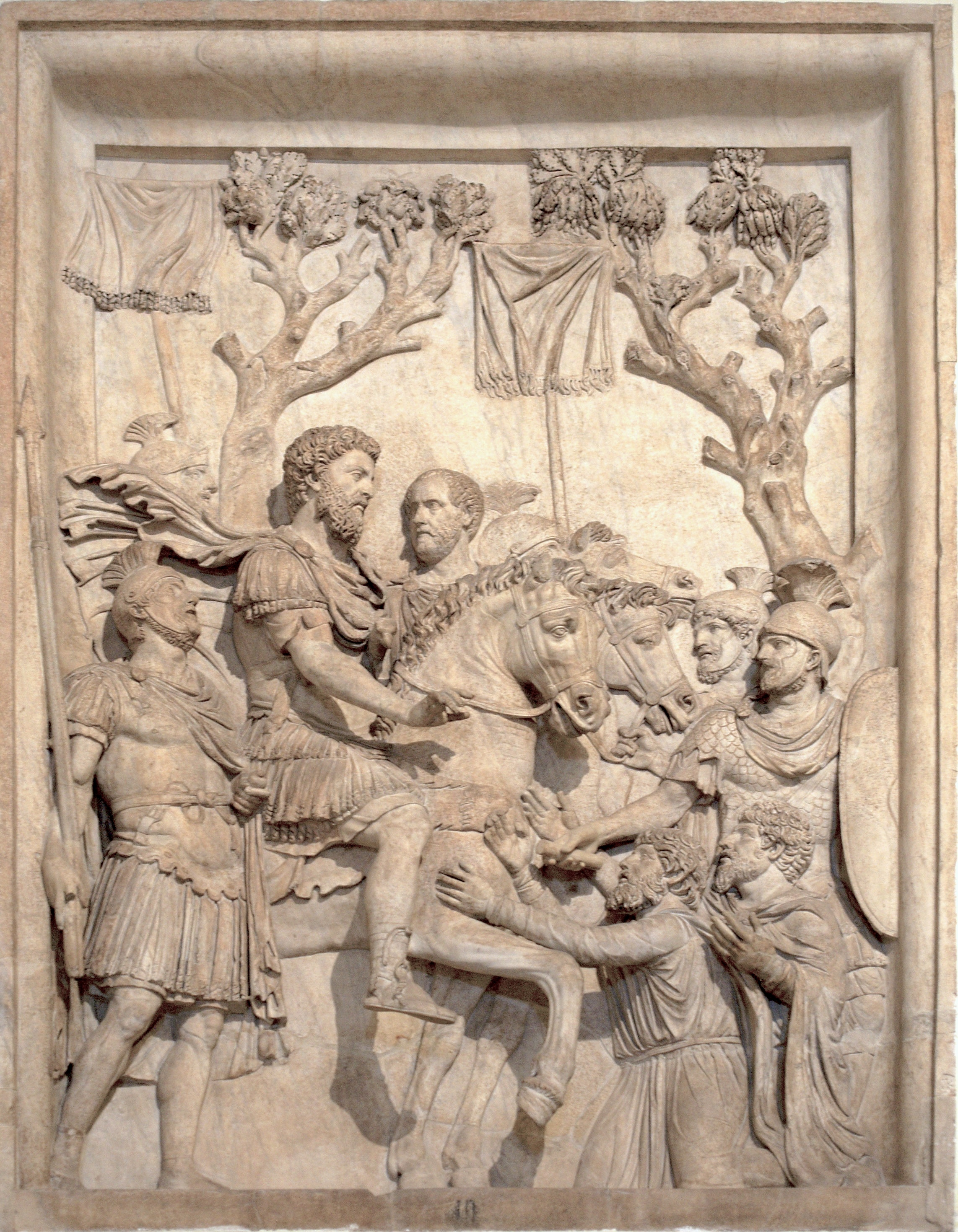
Pannello proveniente da un possibile arco trionfale di Marco Aurelio, raffigura Marco con due barbari (Musei Capitolini)
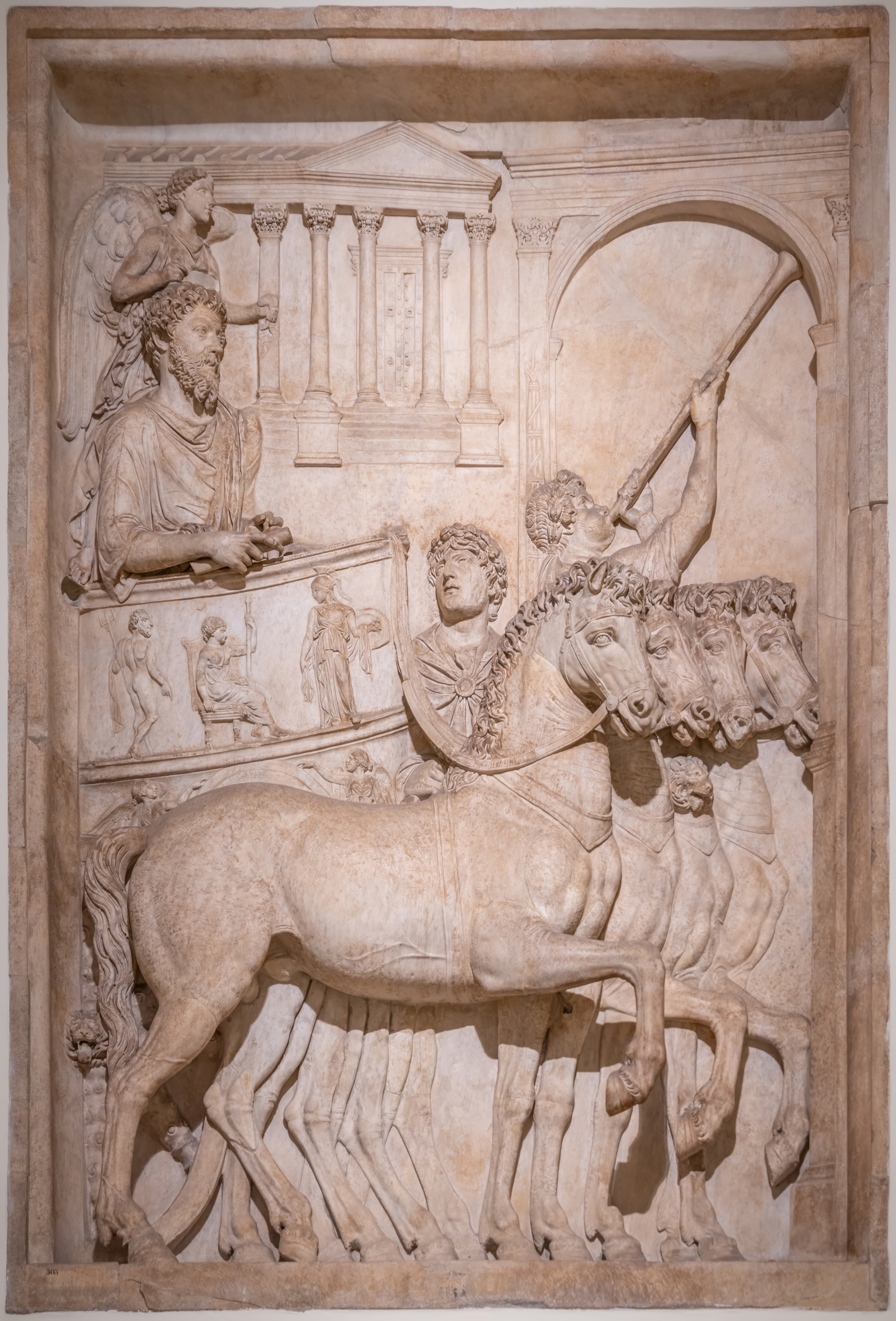
Pannello proveniente da un possibile arco trionfale di Marco Aurelio, rappresenta Marco in Trionfo (Musei Capitolini)

### Arte

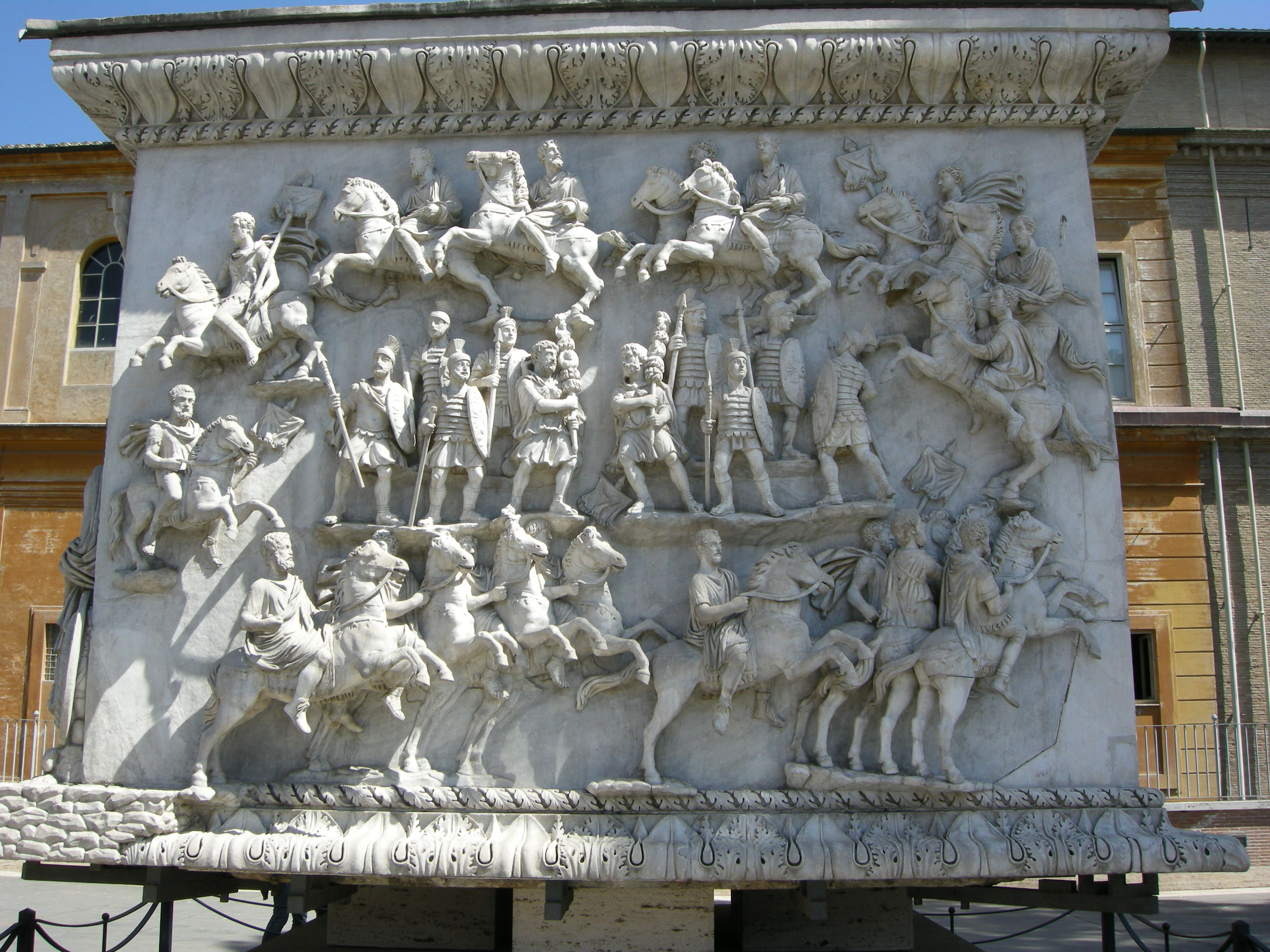
La decursio sulla colonna Antonina

La svolta dell'età di Commodo è essenzialmente legata alla scultura. Nelle opere ufficiali, dal punto di vista formale, si riuscì ad ottenere una dimensione spaziale pienamente compiuta, con figure ben collocate nello spazio tra le quali sembra "circolare l'atmosfera". Dal punto di vista del contenuto si assiste alla comparsa di sfumature simbolico-religiosi nella figura del sovrano e alla rappresentazione di fatti irrazionali. Questa tendenza, che porterà nel giro di un secolo a una vera e propria rottura nel modo di fare arte, coincise con la prima profonda crisi delle strutture sociali e politiche dell'Impero, accompagnata alla perdita dello spirito razionale e scientifico ereditato dalla cultura greca.
La tendenza ad evidenziare il chiaroscuro si manifestò via via sempre più spiccatamente, con solchi profondi che scavano i contorni delle figure, oppure nelle barbe e capigliature, che sono ormai definite non più come masse disegnate dal rilievo, ma scavate creando effetti coloristici tra ombre e zone in luce. Da un rilievo "tattile" si iniziò a proporre effetti illusionistici, arrivando a usare il rilievo negativo per scavare le ombre, piuttosto che creare un volume dove queste appaiano naturalmente. L'effetti illusione ottica, che si valuta meglio da lontano, dava ai bassorilievi una certa fissità e rigidità di forme, poiché il chiaroscuro non variava più secondo l'intensità e lo spostamento della fonte luminosa,  differenza dei rilievi del tutto plastici che creano ombre reali e perciò variabili.
Sotto Commodo furono realizzati alcuni monumenti celebrativi del padre Marco Aurelio, tra i quali spiccano gli undici rilievi storici, otto sull'Arco di Costantino e tre al palazzo dei Conservatori, e la colonna Aureliana. Molto famosa, ma più tradizionale, è invece la statua equestre di Marco Aurelio, modello delle statue equestri rinascimentali e uno dei pochi monumenti di Roma antica rimasti sempre visibili fino ai nostri tempi.
Molto si è discusso se queste novità di contenuto si fossero originate a Roma o altrove.  Se ne trova eco nelle scuole speculative filosofico-religiose fiorite in quell'epoca nelle province orientali, da Efeso a Alessandria d'Egitto, che sicuramente trovarono campo fecondo a Roma, dove d'altronde esisteva da secoli la tradizione artistica plebea, dove le convenzioni naturalistiche classico-ellenistiche avevano già da tempo lasciato il posto a convenzioni e semplificazioni espressive (esaltazione del committente, segni simbolici, ecc.).

#### Arte provinciale

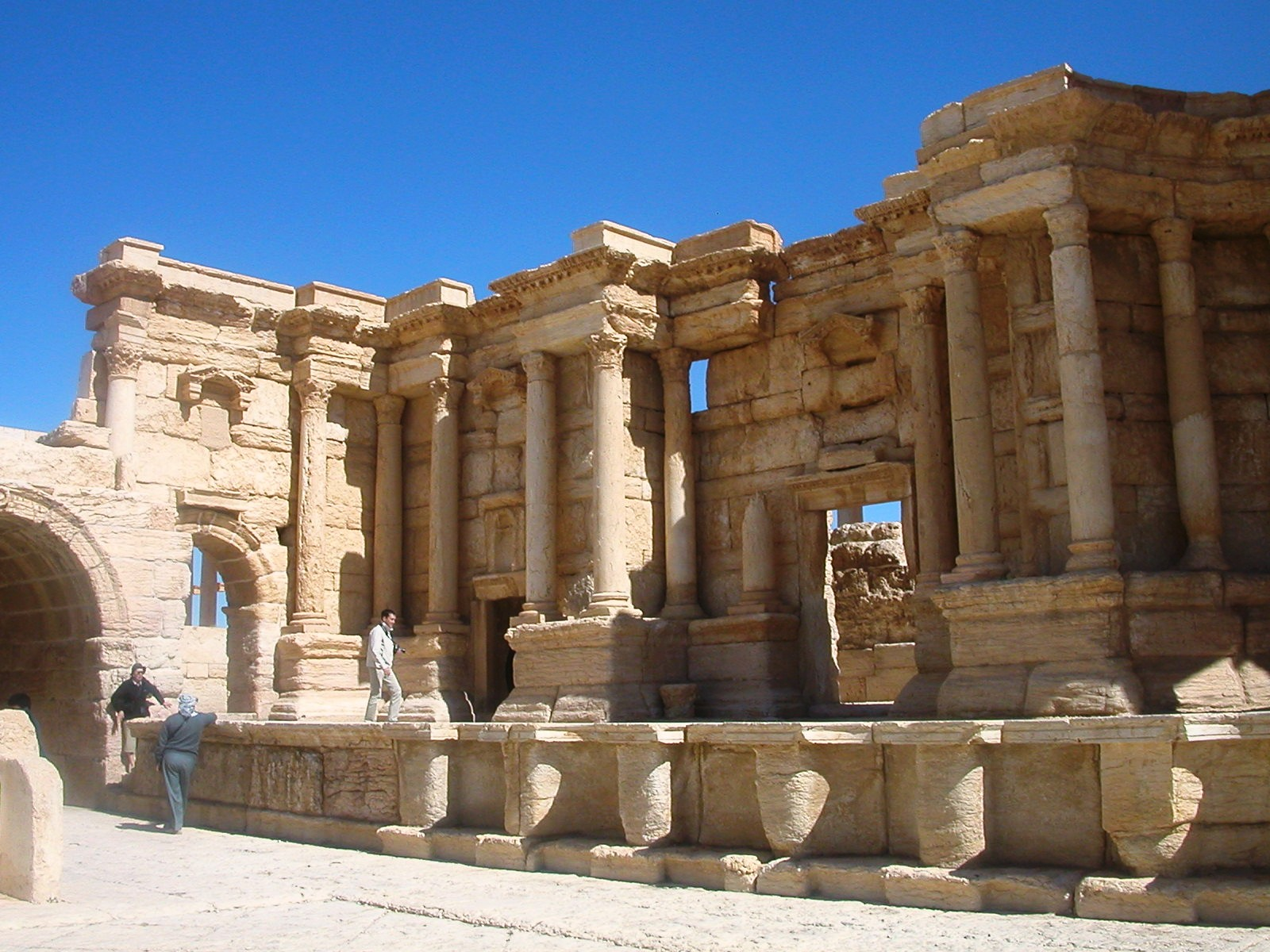
Palmyra

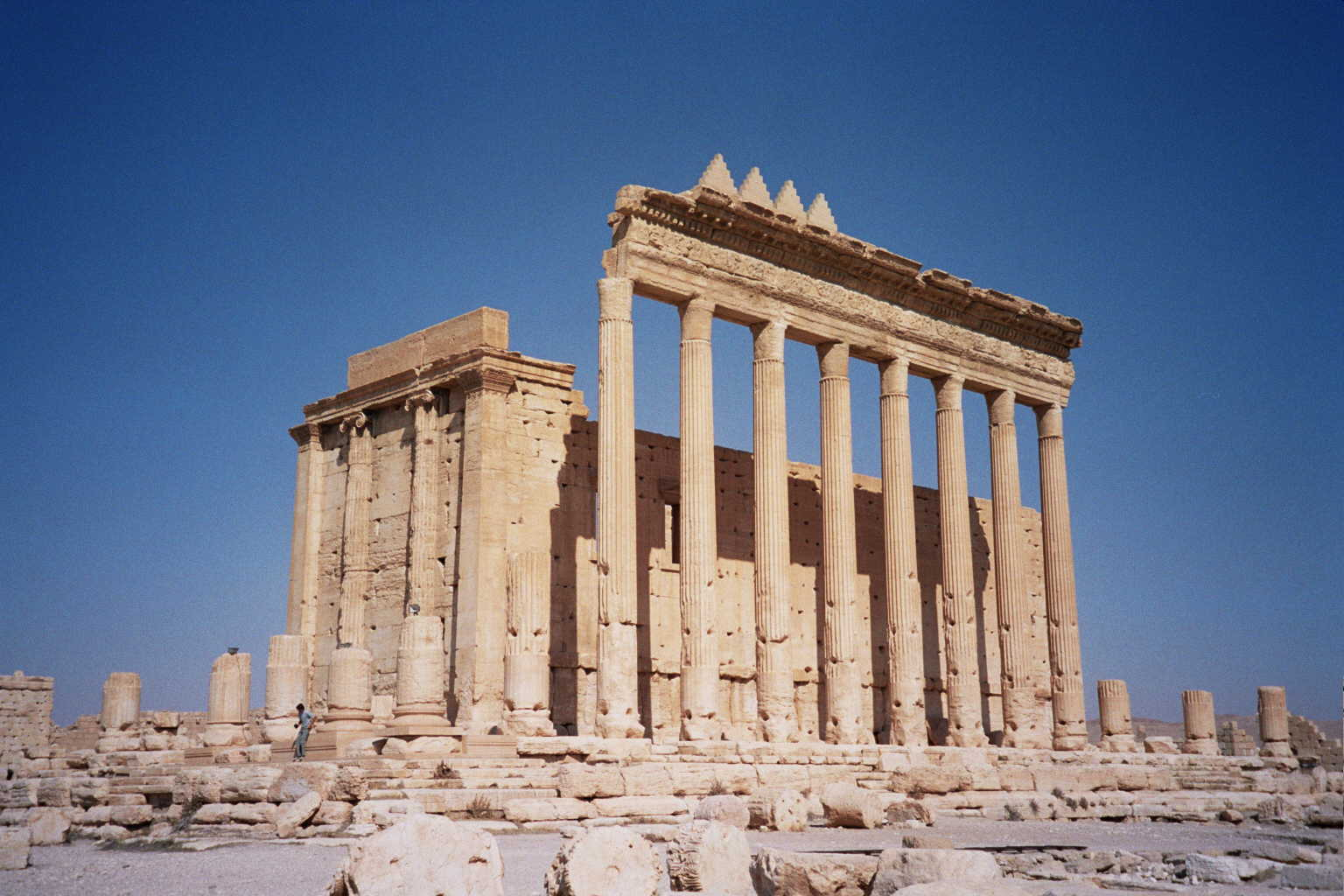
Palmyra, tempio di Bel

Durante l'età degli Antonini le province orientali si dimostrarono particolarmente fiorenti dal punto di vista artistico e culturale, diventando anche centri di irradiazione grazie all'esportazione di opere. La ricchezza dei loro commerci, che travalicò anche i confini del bacino del Mediterraneo grazie alla scoperta dei venti e delle correnti stagionali nell'Oceano Indiano (i monsoni), è dimostrata per esempio dai vetri alessandrini ritrovati fino in Afghanistan (a Begram). Un importante esempio di scultura asiana importata in Italia è il sarcofago di Melfi, datato al 169, che mostra elementi ellenistici adattati al gusto pittorico degli elementi ornamentali.
Alcune novità della successiva svolta artistica nell'età di Commodo hanno come modello immediatamente precedente alcune opere ad Efeso. Qui, fin dall'epoca adrianea, le decorazioni architettoniche di alcuni edifici (Biblioteca di Celso, monumento alle vittorie di Marco e Lucio Vero, ecc.) presentano le novità, compositive, spaziali e tecniche che a Roma giungeranno solo alcuni decenni dopo.
Nel grande monumento a Marco e Lucio Vero in particolare (conservato al Kunsthistorisches Museum di Vienna), si nota la mano di una notevole personalità artistica. In alcune lastre si trovano soluzione tematiche e compositive nuove, come pose originali delle figure, uso del trapano corrente in solchi che accentuano alcuni contorni, composizioni di figure poste obliquamente verso il fondo (per aumentare il senso di spazio), ecc.
Alla scarsità di pitture riferibili a questo periodo in area italica fa da compensazione la straordinaria produzione di ritratti del Fayyum, conservati grazie alle eccezionali condizioni atmosferiche dell'Egitto. Si trattava di ritratti eseguiti dipinti per privati quando erano ancora in vita e conservati in casa; dopo la morte venivano applicati sulle bende della mummia, con piccoli adattamenti. In queste opere, che dovevano essere comuni in tutto l'impero, si rileva come la tradizione ellenistica continuasse immutata nelle asiane zone dove aveva avuto origine.
Altra opera emblematica del periodo è la tomba dei tre Fratelli, a Palmyra, una città libera associata a Roma fino al tempo di Settimio Severo. La tomba risale a circa il 140 e si tratta di un'architettura a forma di iwan persiano (sala chiusa su tre lati da pareti, con volta a botte e il quarto lato aperto con un arco) con pitture di Vittorie in piedi su globi, con le mani alzate che reggono clipei con ritratti in stile ellenistico-romano, non molto difformi da quelli del Fayyum. Sempre a Palmyra è importante il santuario di Bel, iniziato da maestranze greche sotto Tiberio, la via colonnata, del 120-150, adorna di statue bronzee e, dal 220 circa, di una grandioso arco iniziale.
Sempre all'età antonina risale anche la porta cittadina onoraria di Anazarbos (oggi Anavarza), in Cilicia.

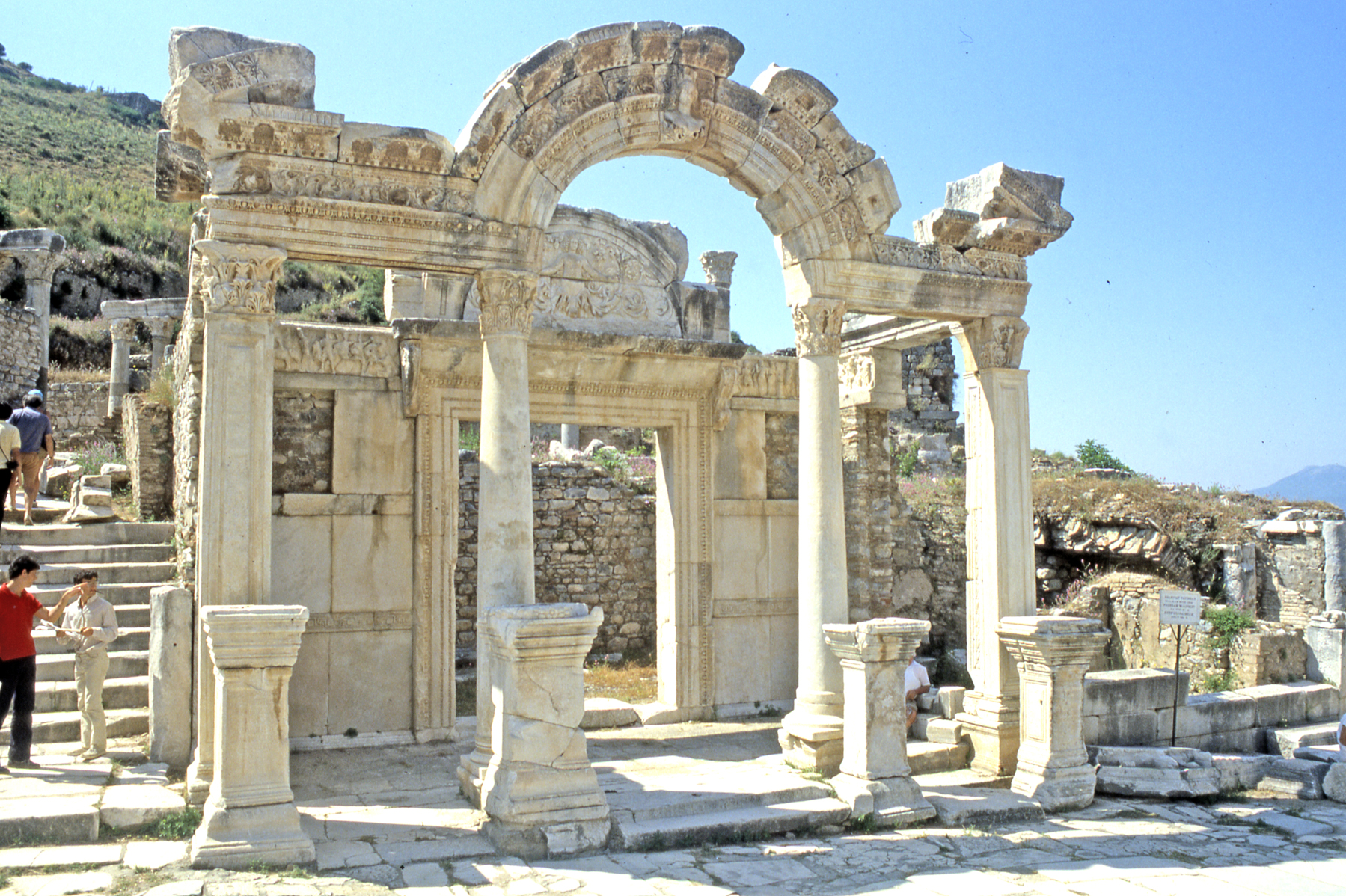
Tempio di Adriano, Efeso
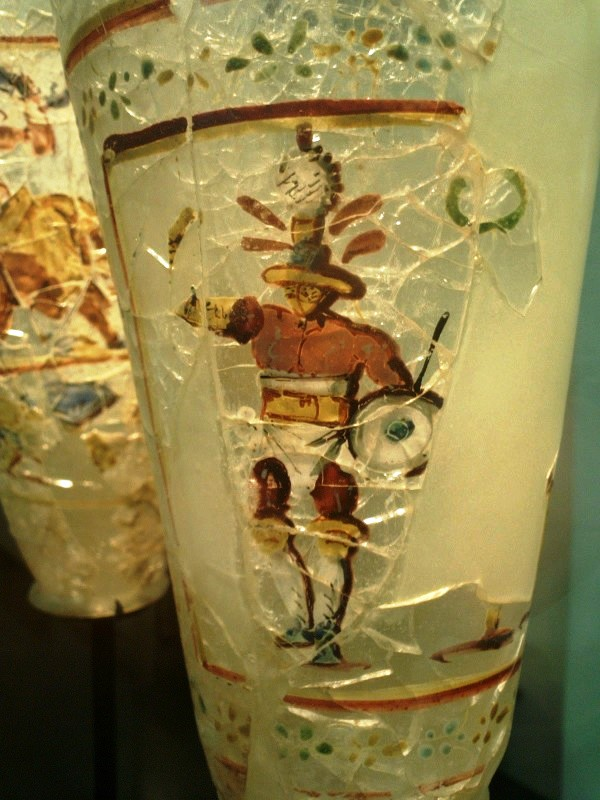
Vetri ellenistici da Begram, Afghanistan (II secolo)
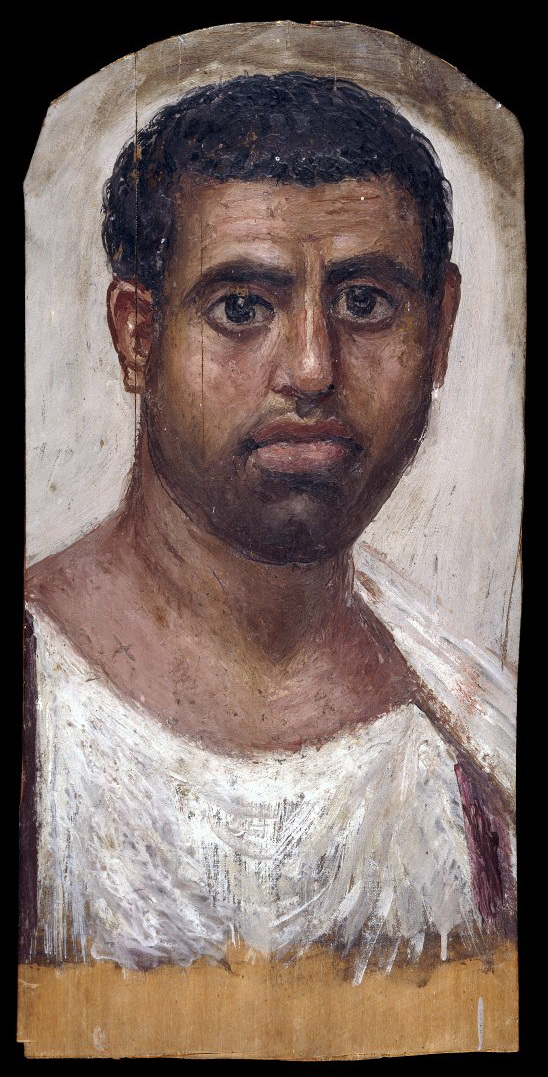
Ritratto del Fayum
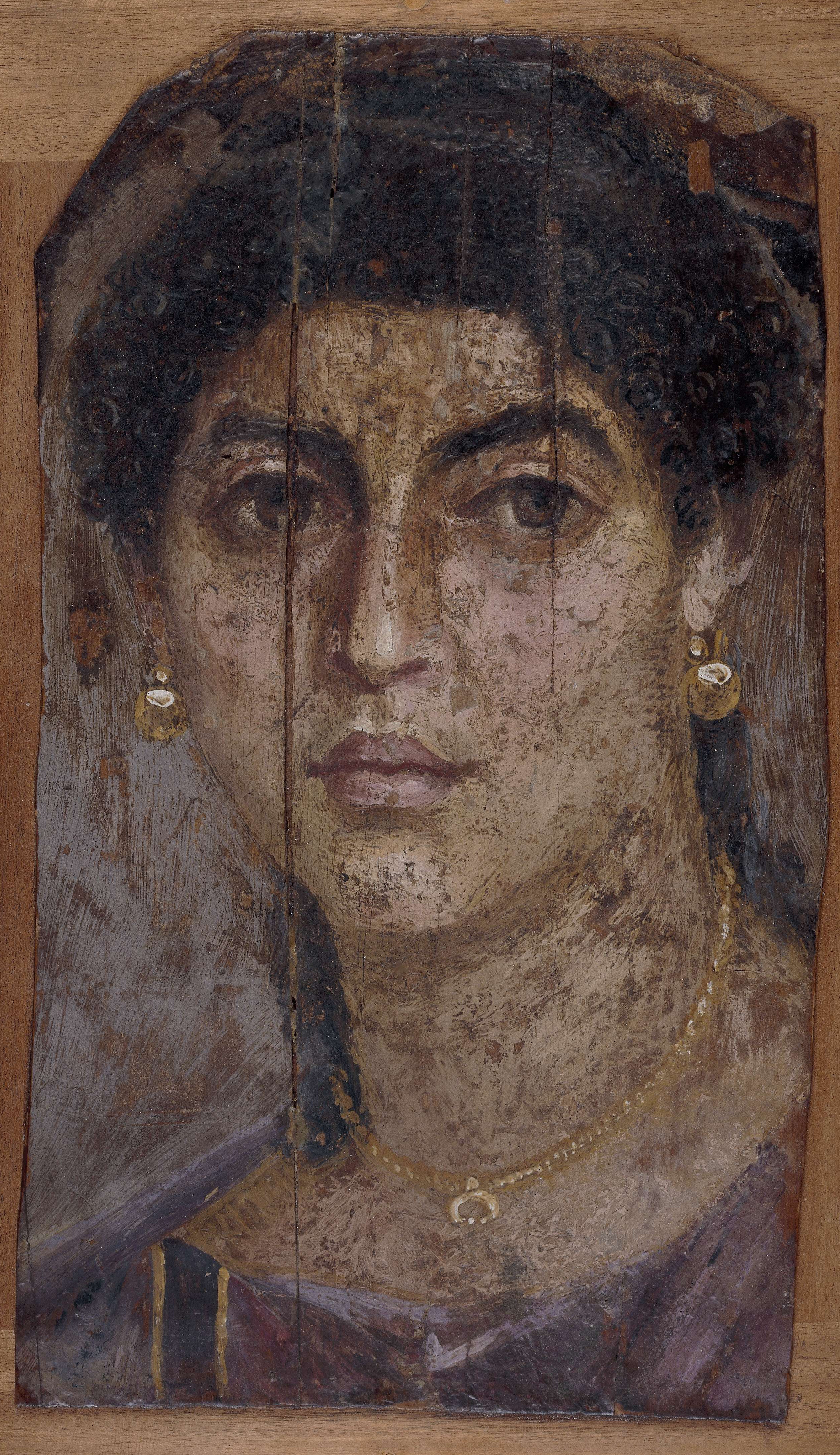
Ritratto del Fayum